# Pteris
Pteris ist eine Pflanzengattung in der Familie der Saumfarngewächse (Pteridaceae). Die 250 bis 300 Arten gedeihen überwiegend in tropischen und subtropischen Gebieten fast weltweit.

## Beschreibung

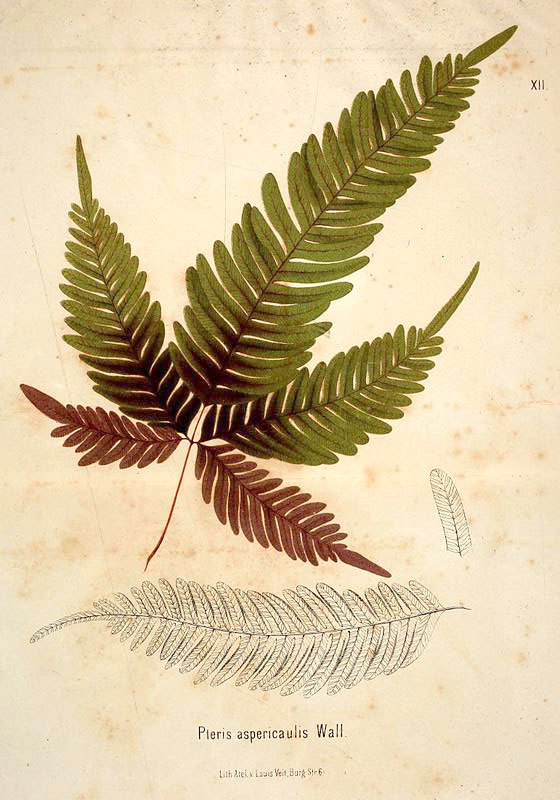
Illustration von Pteris aspericaulis

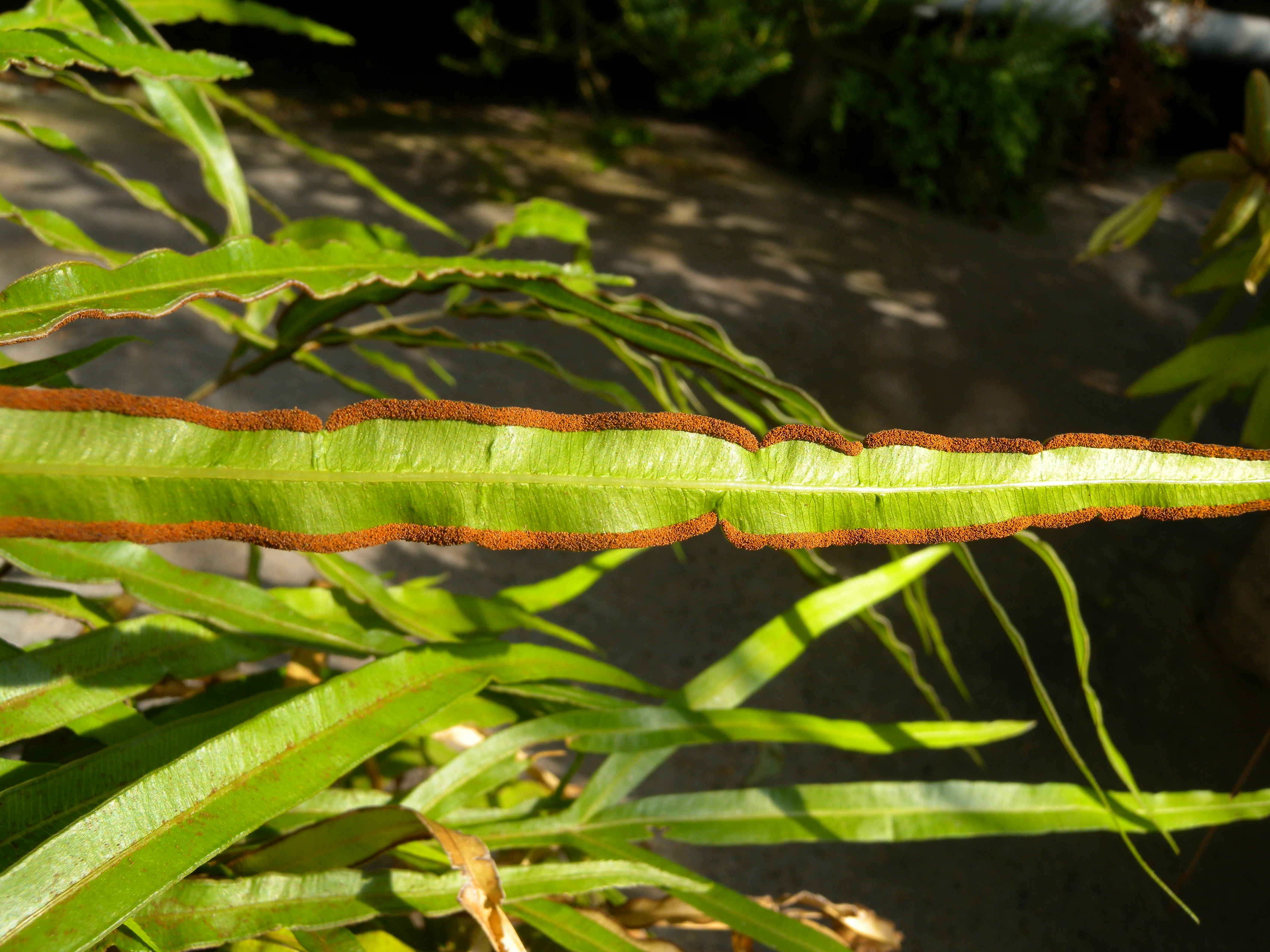
Kretischer Saumfarn (Pteris cretica), Blattunterseite mit den Sori entlang des Blattrandes

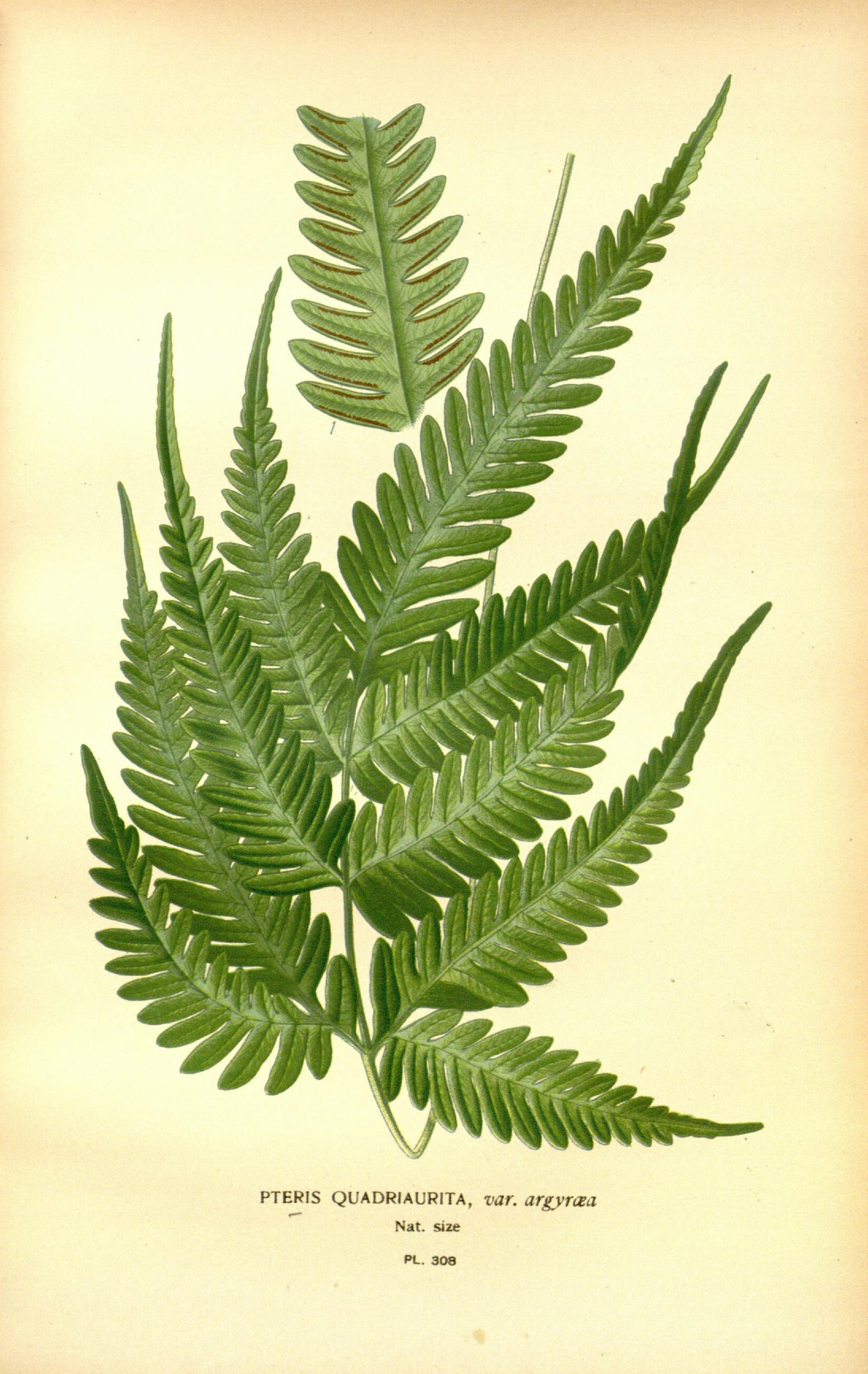
Illustration aus Favourite flowers of garden and greenhouse von Pteris quadriaurita

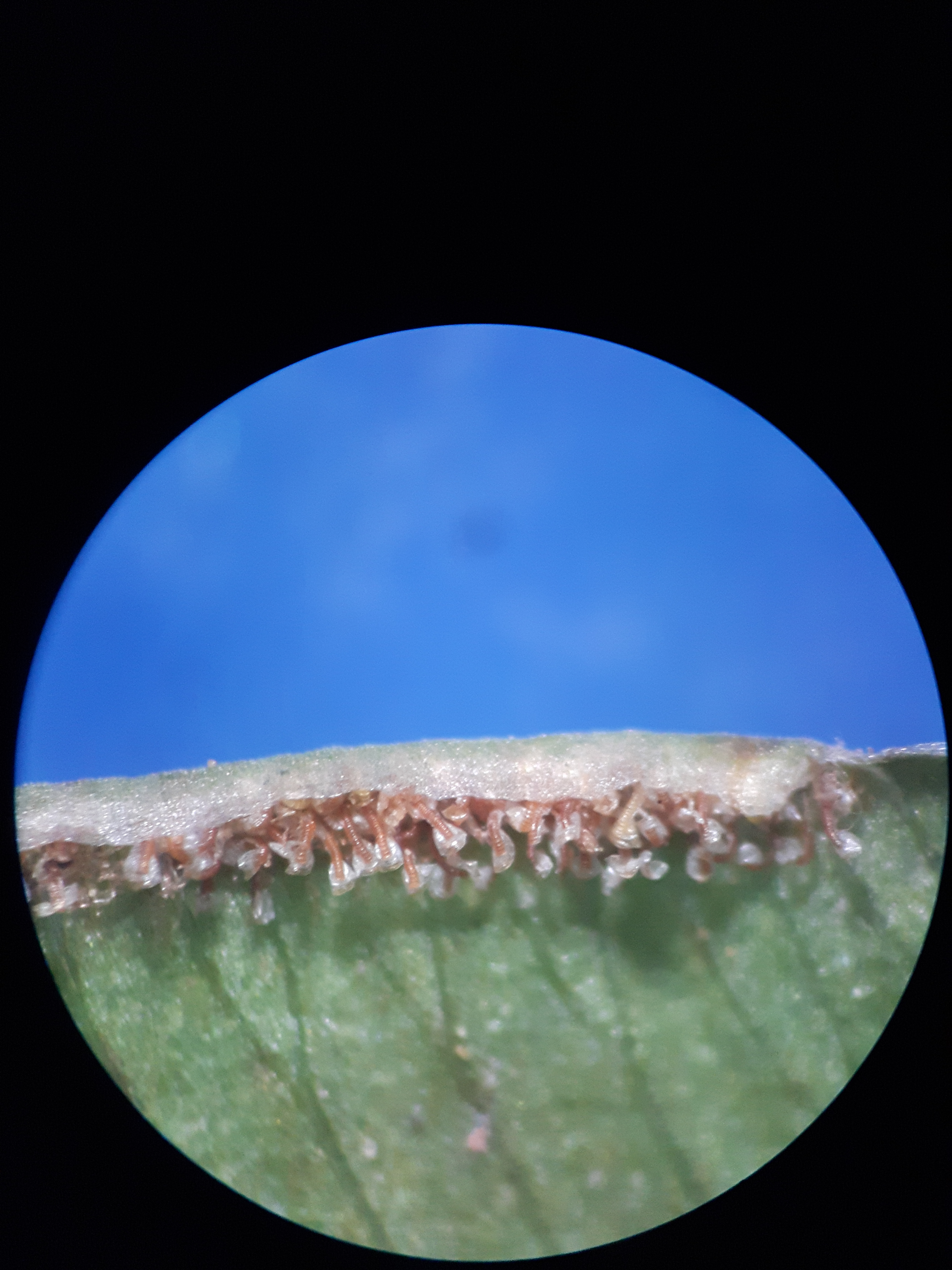
Sporangien des Gebänderten Saumfarns (Pteris vittata)

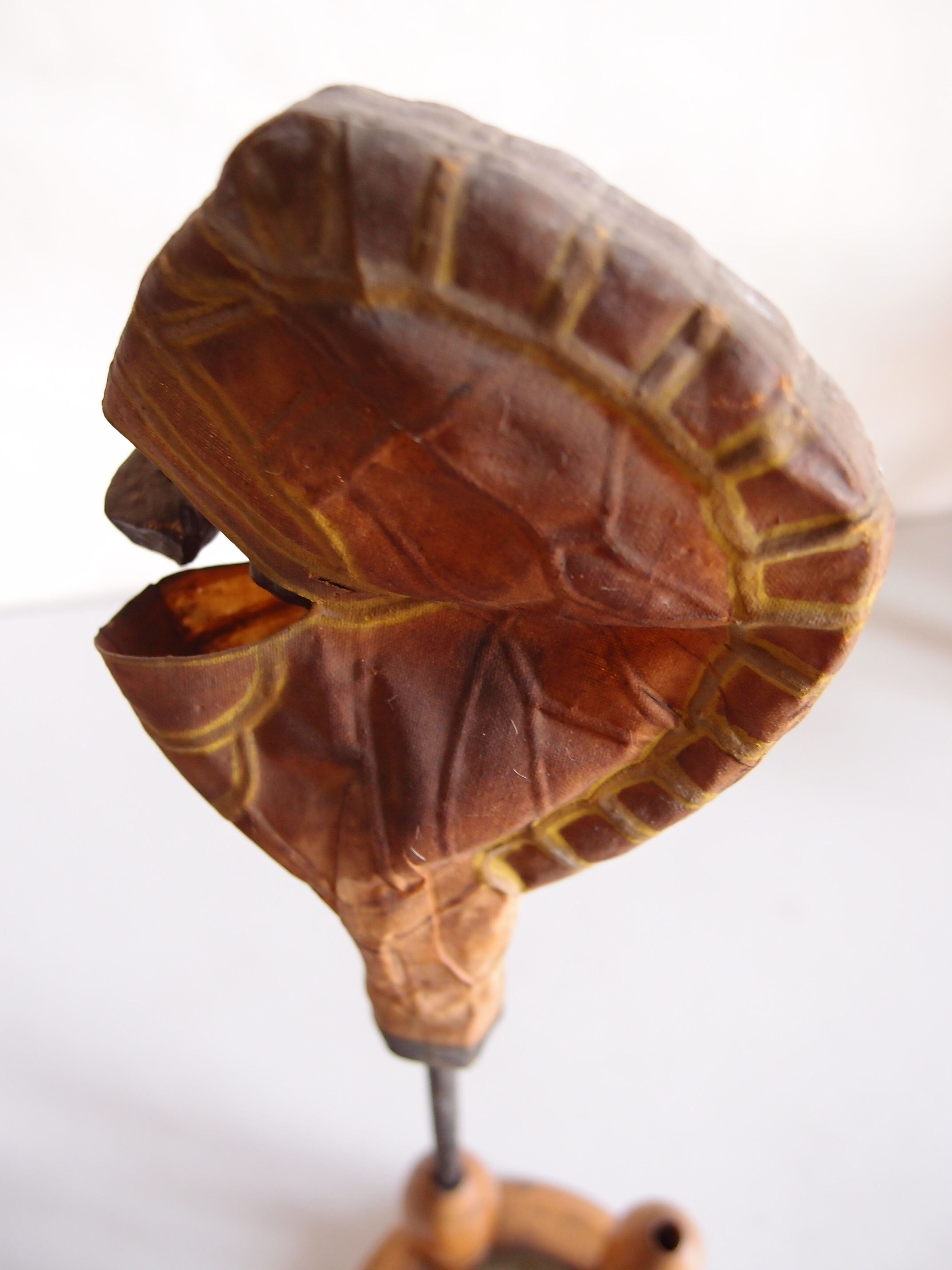
Modell eines Sporangiums von Pteris serrulata

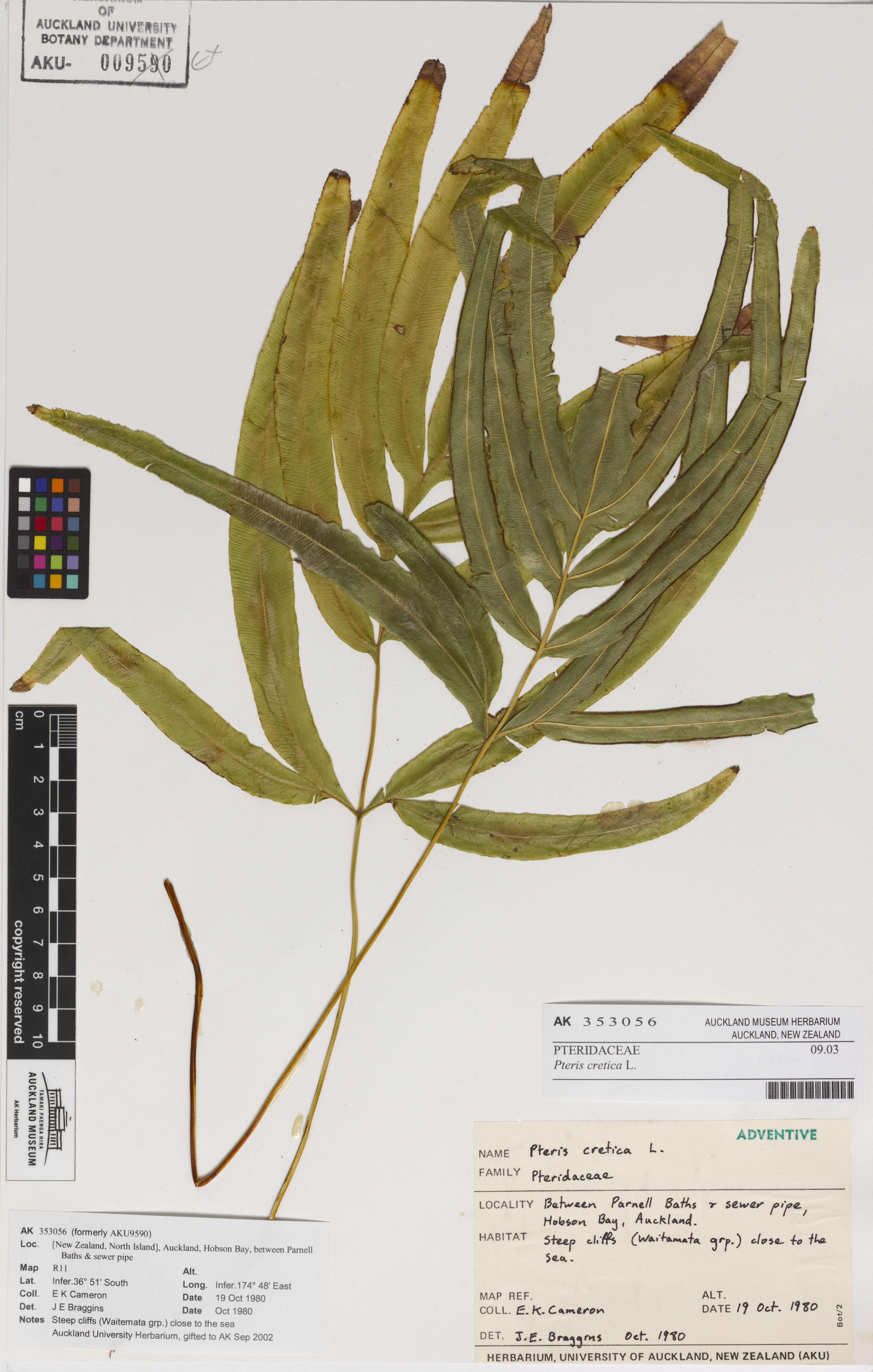
Herbarbeleg des Kretischen Saumfarns (Pteris cretica)

Pteris-Arten sind ausdauernde krautige Pflanzen. Sie wachsen terrestrisch oder lithophytisch. Sie bilden ein aufrechtes, aufsteigendes oder kriechendes, meist kräftiges und verzweigtes Rhizom, das mit Schuppen bedeckt ist und selten Stützwurzeln ausbildet. Die braunen bis schwarzen Schuppen an den Rhizomen sind meist ganzrandig und länglich bis annähernd lanzettlich.
An den Enden der Rhizome stehen büschelartig angeordnet oder nah beieinander stehend die Wedel, die einheitlich gestaltet sind und je nach Art bis zu 2 Meter lang sind. Die an der Oberseite gefurchten, grünen über strohgelben und bräunlich roten bis violett-schwarzen Wedelstiele sind an der Basis beschuppt, weisen darüber aber meist keine Schuppen mehr auf. Die einfach oder bis zu vierfach gefiederten Wedel sind länglich über lanzettlich bis dreieckig und enthalten Paare an Fiederblättchen. Die krautigen bis ledrigen Fiederblättchen sind glatt, geschuppt oder behaart und meist linealisch bis länglich-lanzettlich und haben ganze oder zurück gebogene Ränder. Die Fiederblättchen können an ihrer Basis auch kurze Blattdornen aufweisen. Die auffälligen Blattadern sind frei und gabelig verzweigt, oder verschiedenartig verbunden (anastomosierend) und formen dann ein netzartiges Muster.
Die linealisch geformten Sori stehen am Blattrand (marginal) oder etwas innerhalb (intramarginal). Sie werden von einem falschen Indusium bedeckt, das blass gefärbt ist. Die Sporangien sind lang gestielt. Die vier tetraedrisch angeordneten Sporen haben am oberen Ende meist eine trilete Struktur (Y-Marke, Tetradenmarke) oder das obere Ende ist selten monolet. Die braun über grau bis schwarz gefärbten Sporen haben meist eine raue oder warzige Oberfläche.
Die Chromosomengrundzahl beträgt x = 29.

## Systematik und Verbreitung

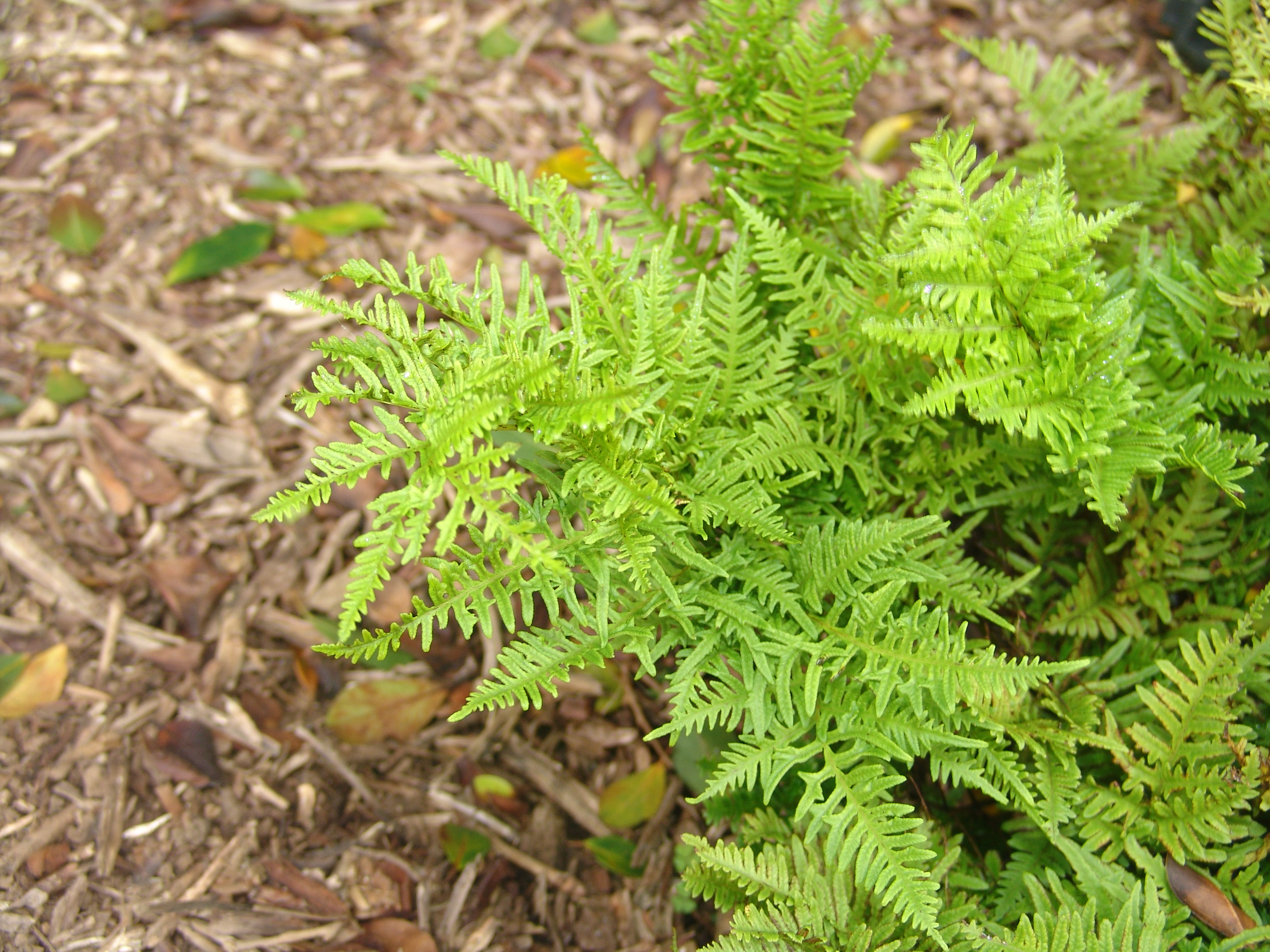
Pteris adscensionis

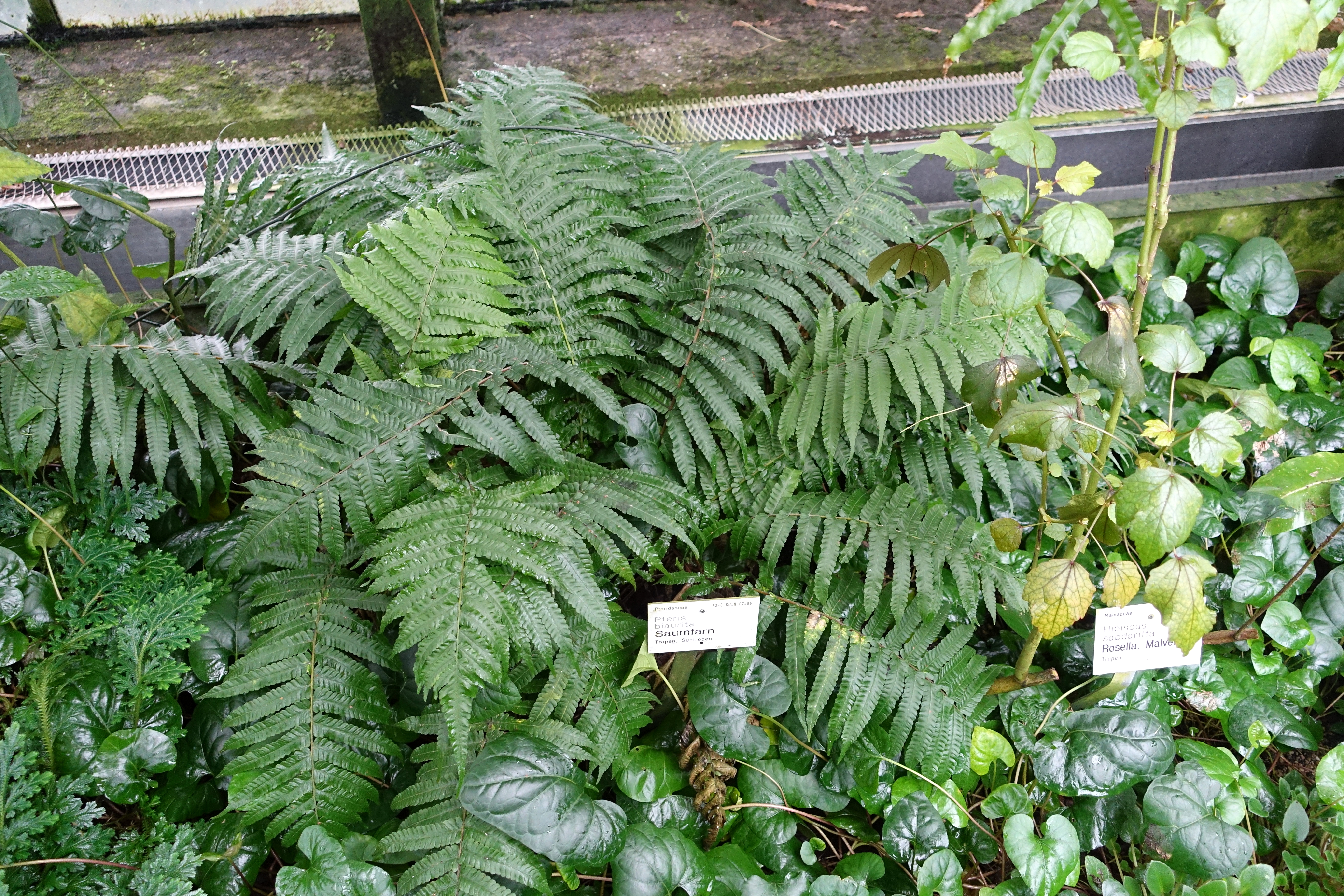
Pteris biaurita

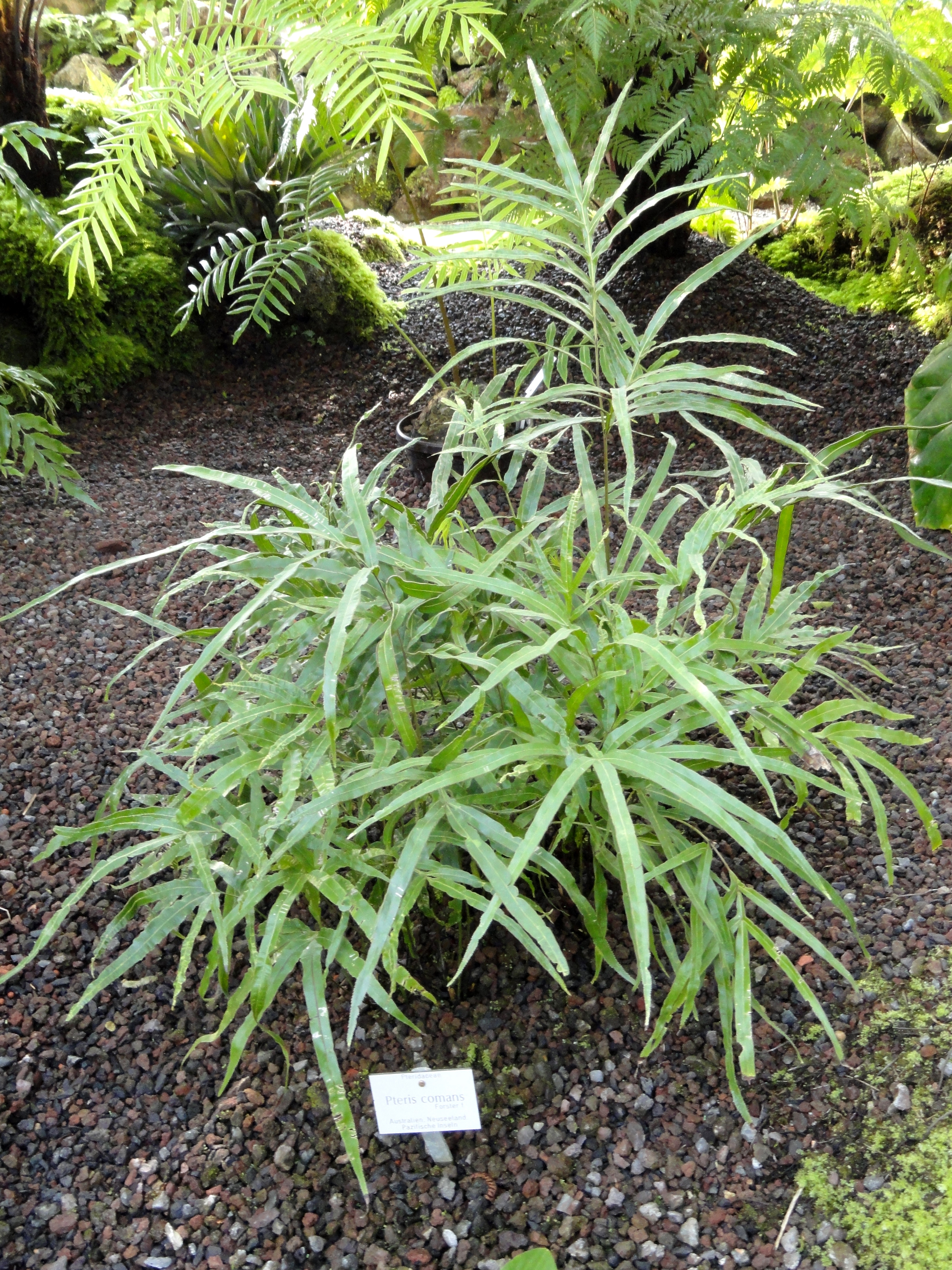
Pteris comans

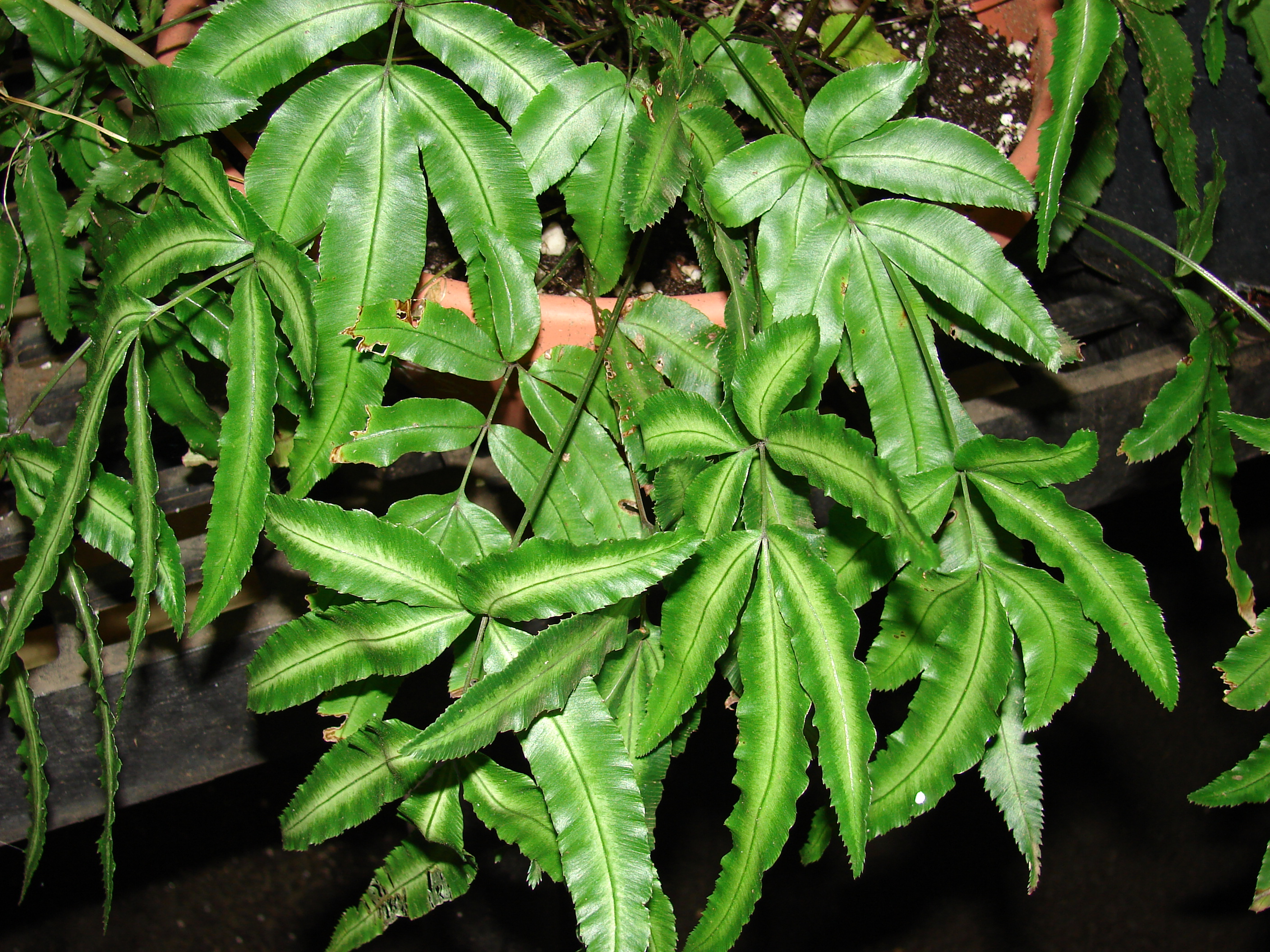
Kretischer Saumfarn (Pteris cretica)

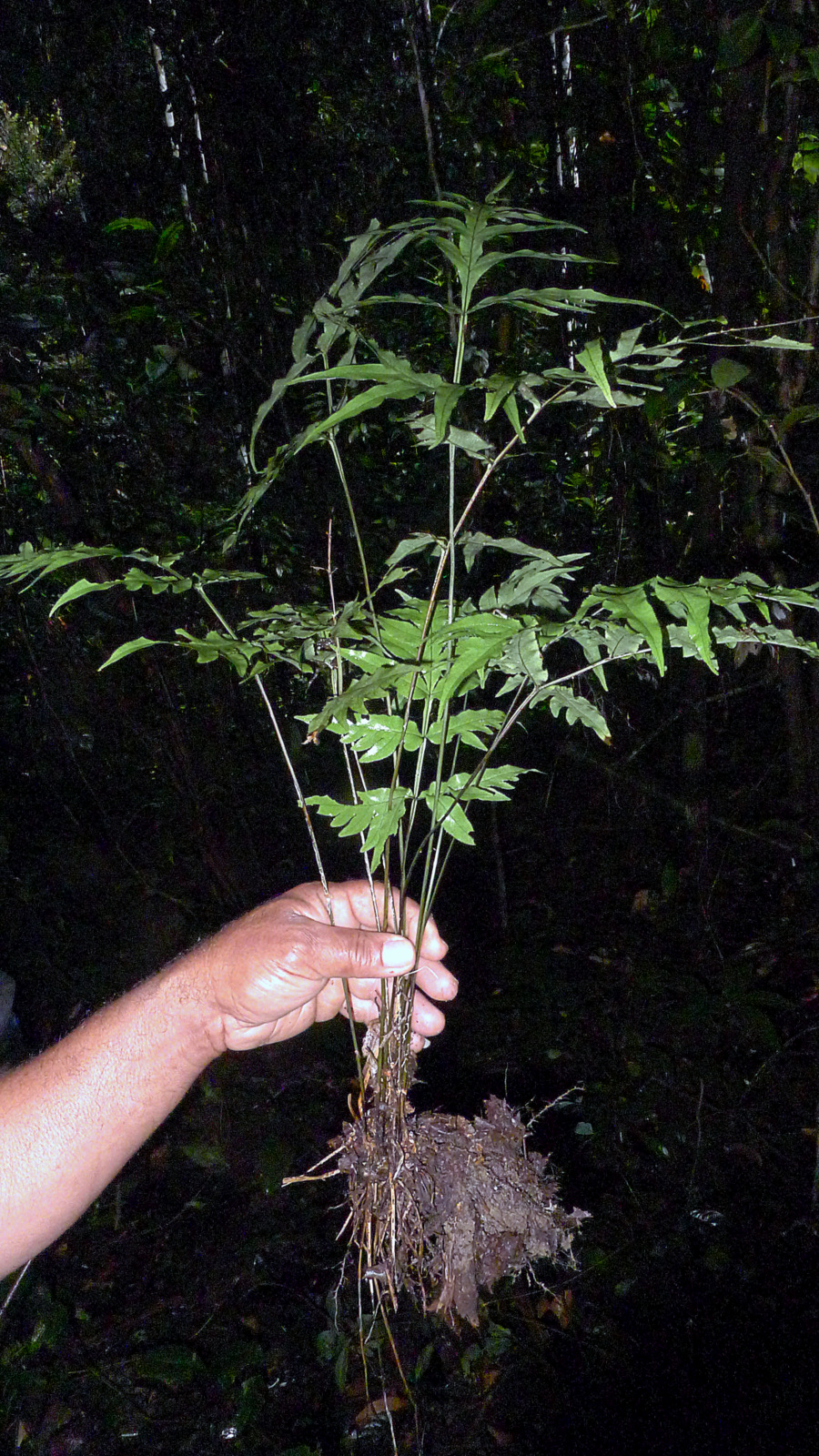
Pteris denticulata

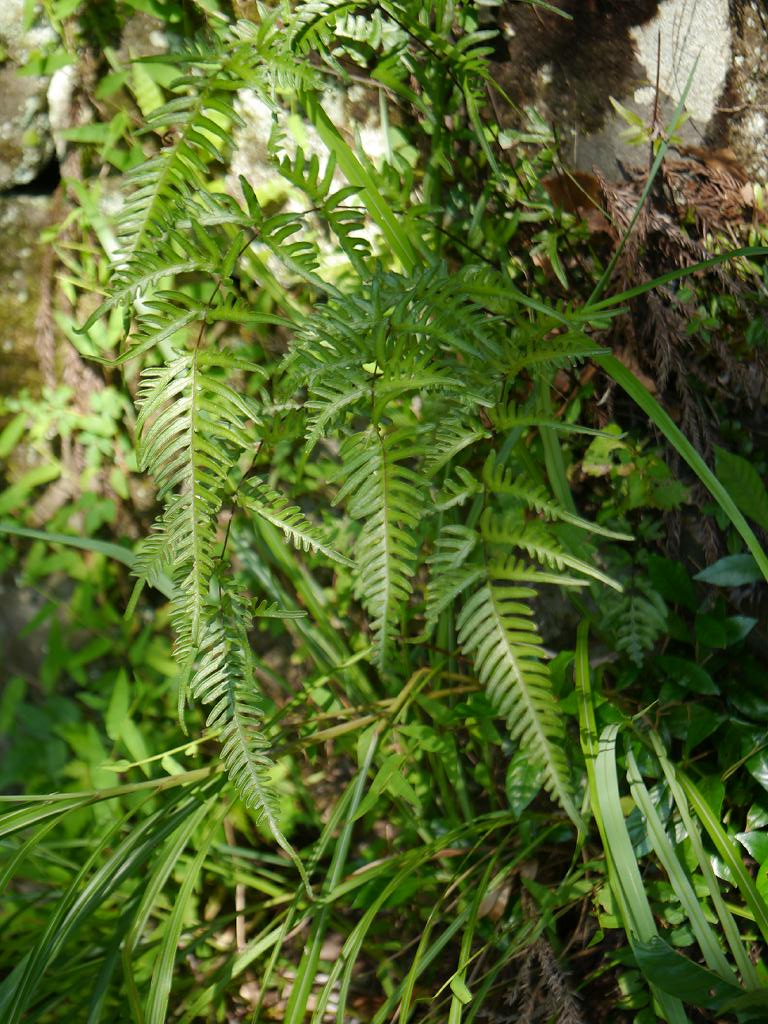
Pteris dispar

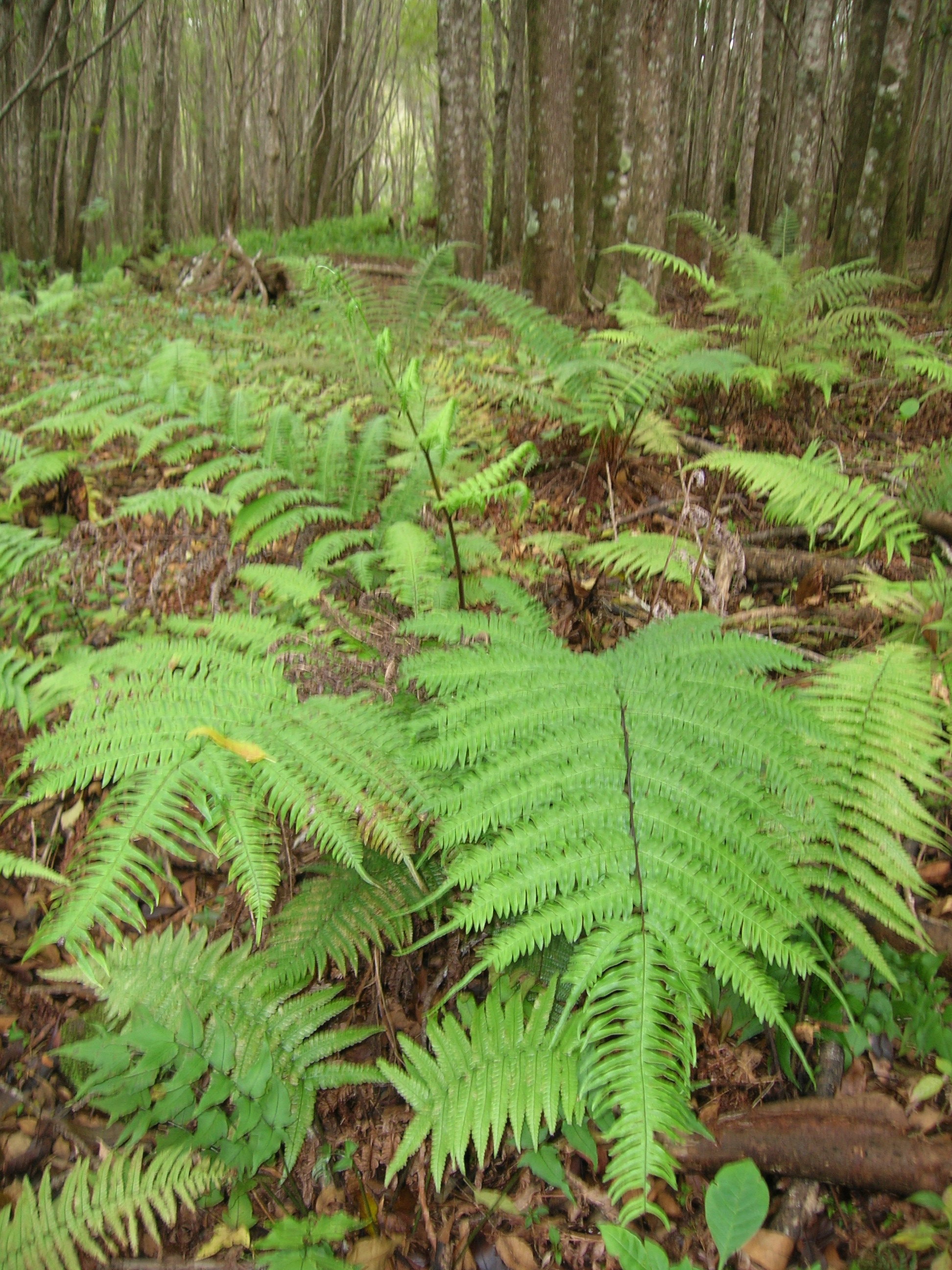
Pteris excelsa

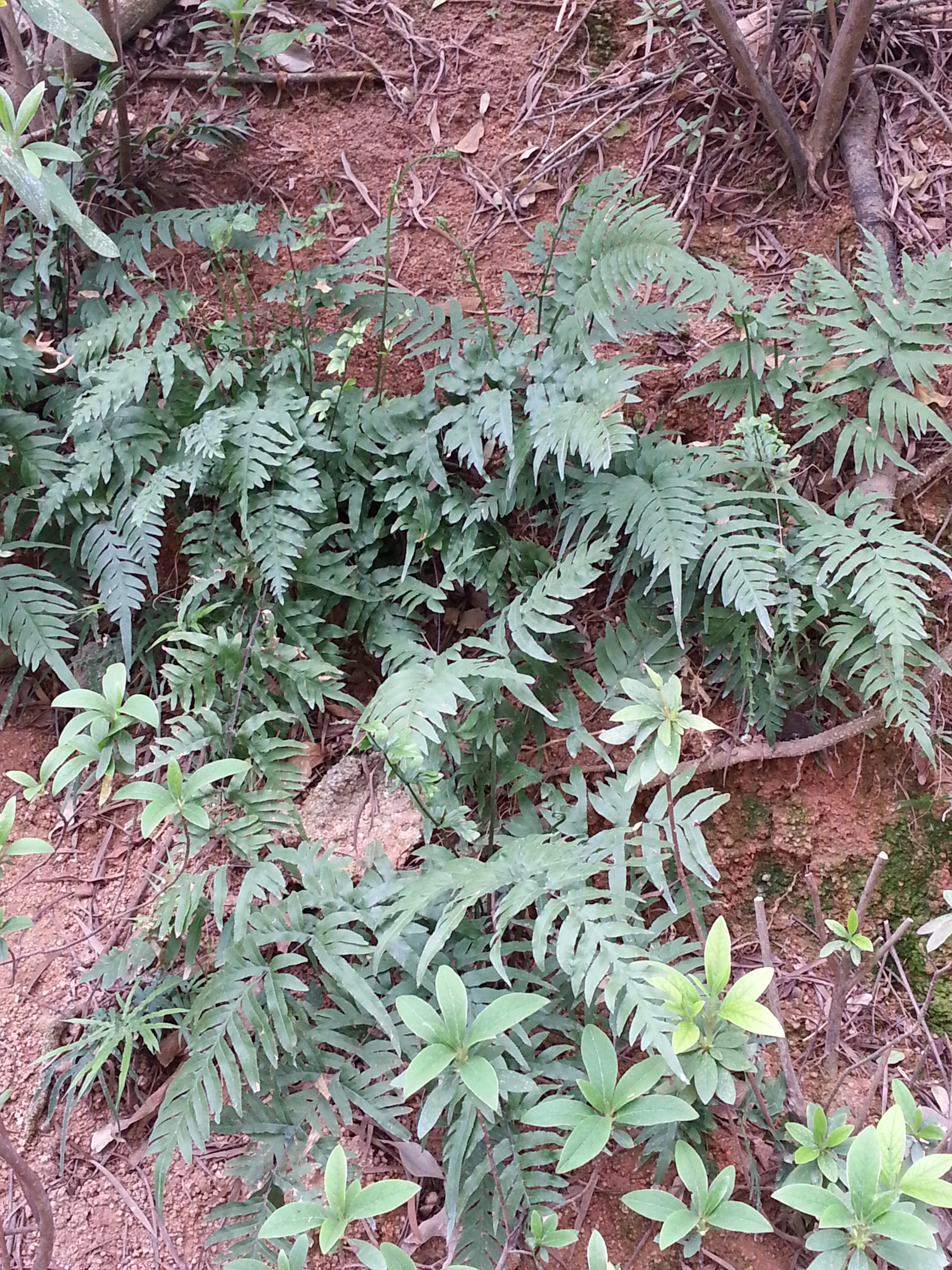
Pteris fauriei

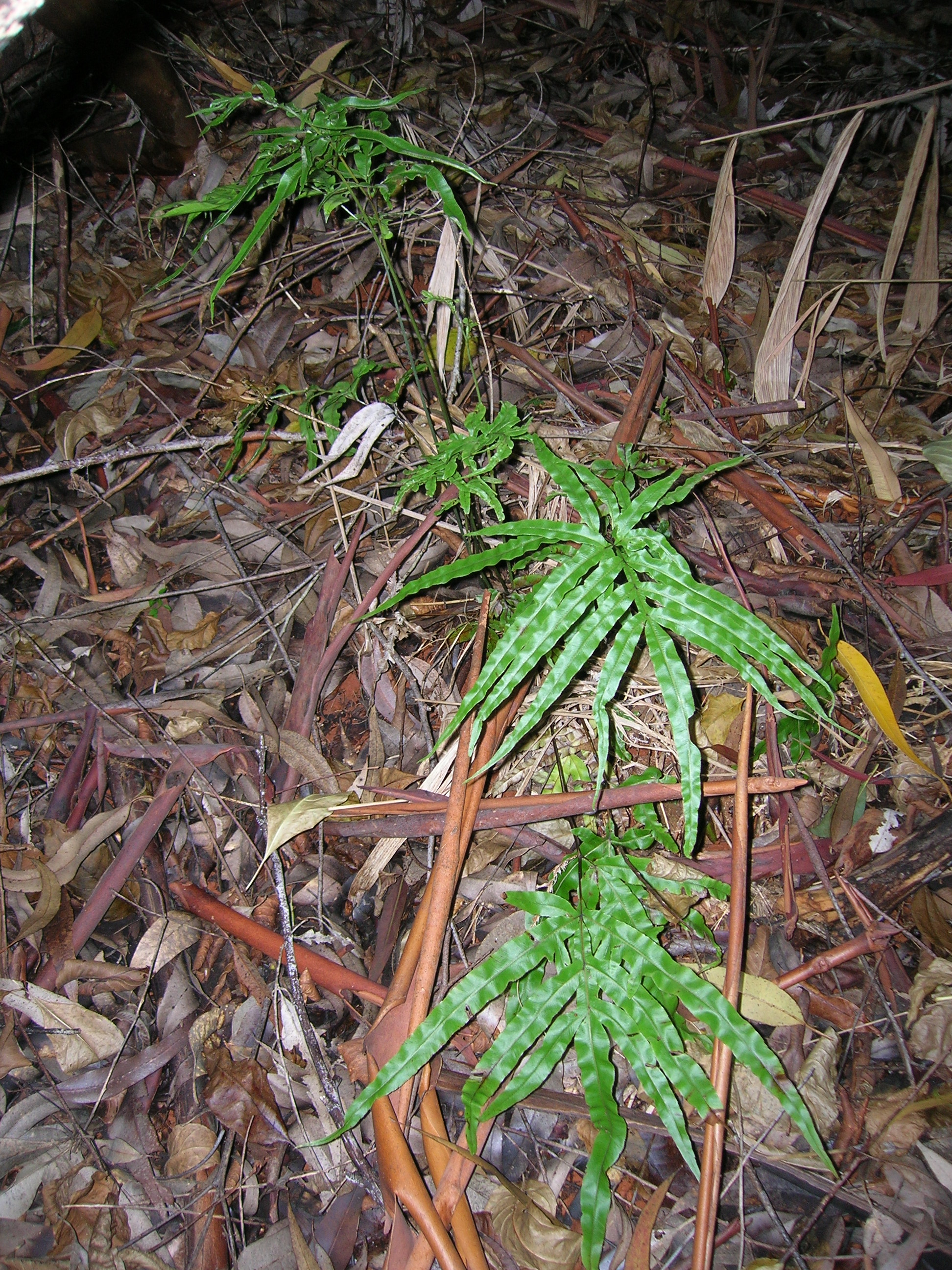
Pteris hillebrandii

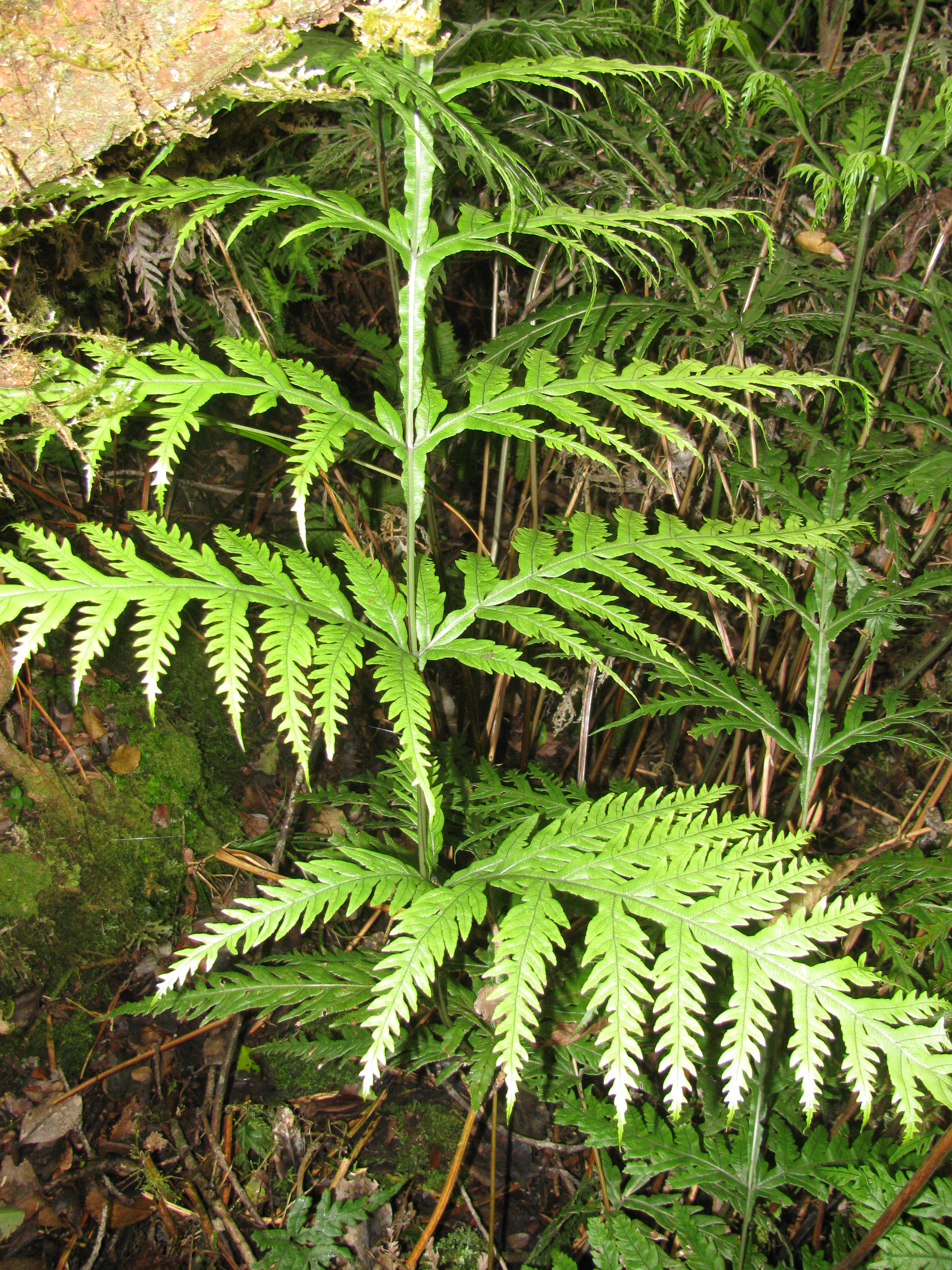
Pteris irregularis

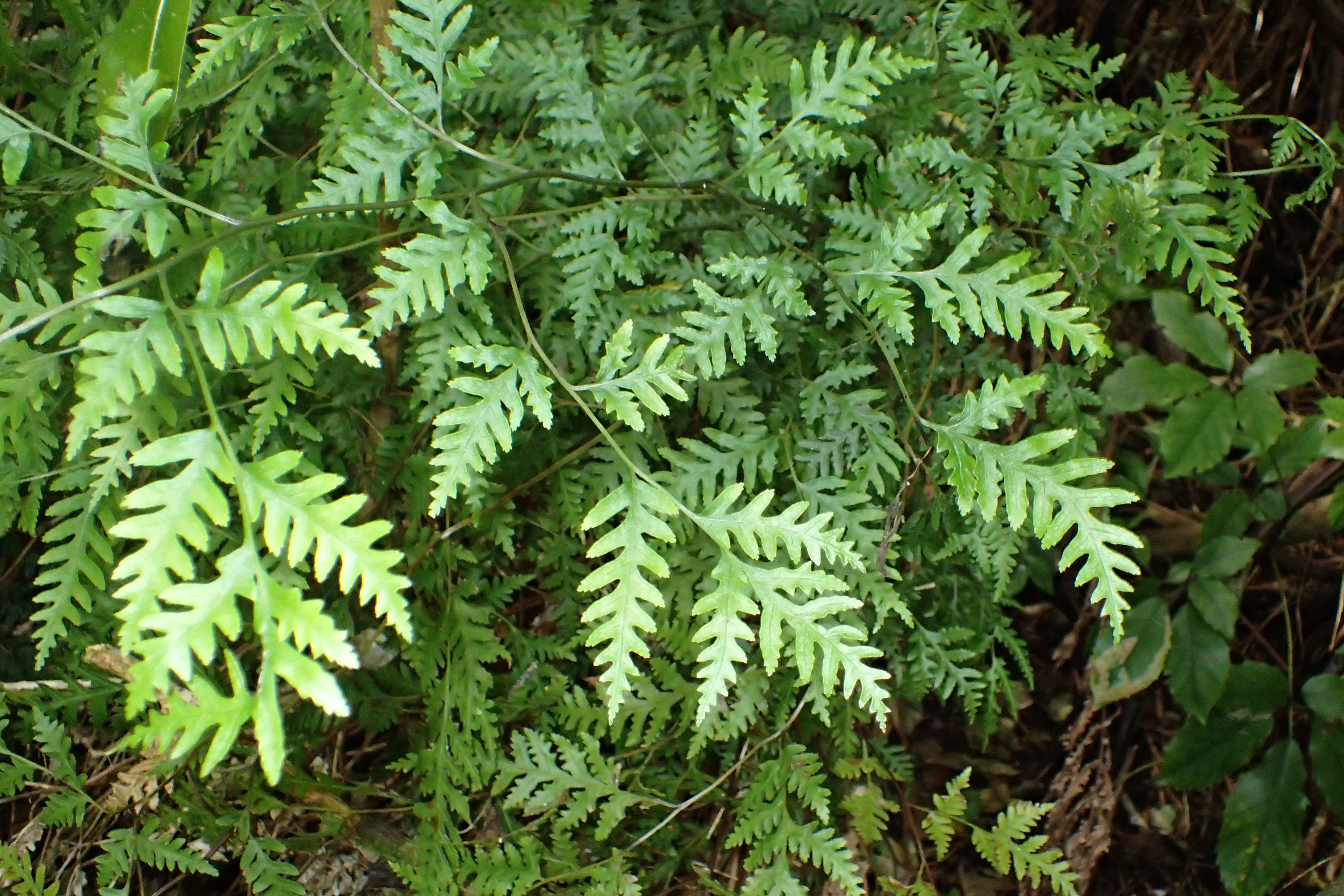
Pteris macilenta

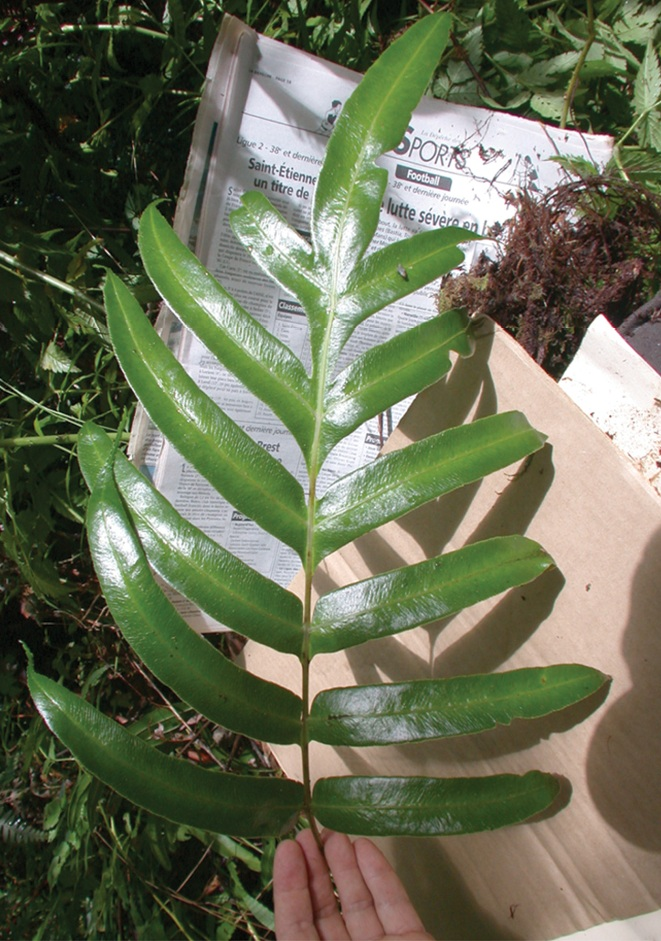
Pteris marquesensis

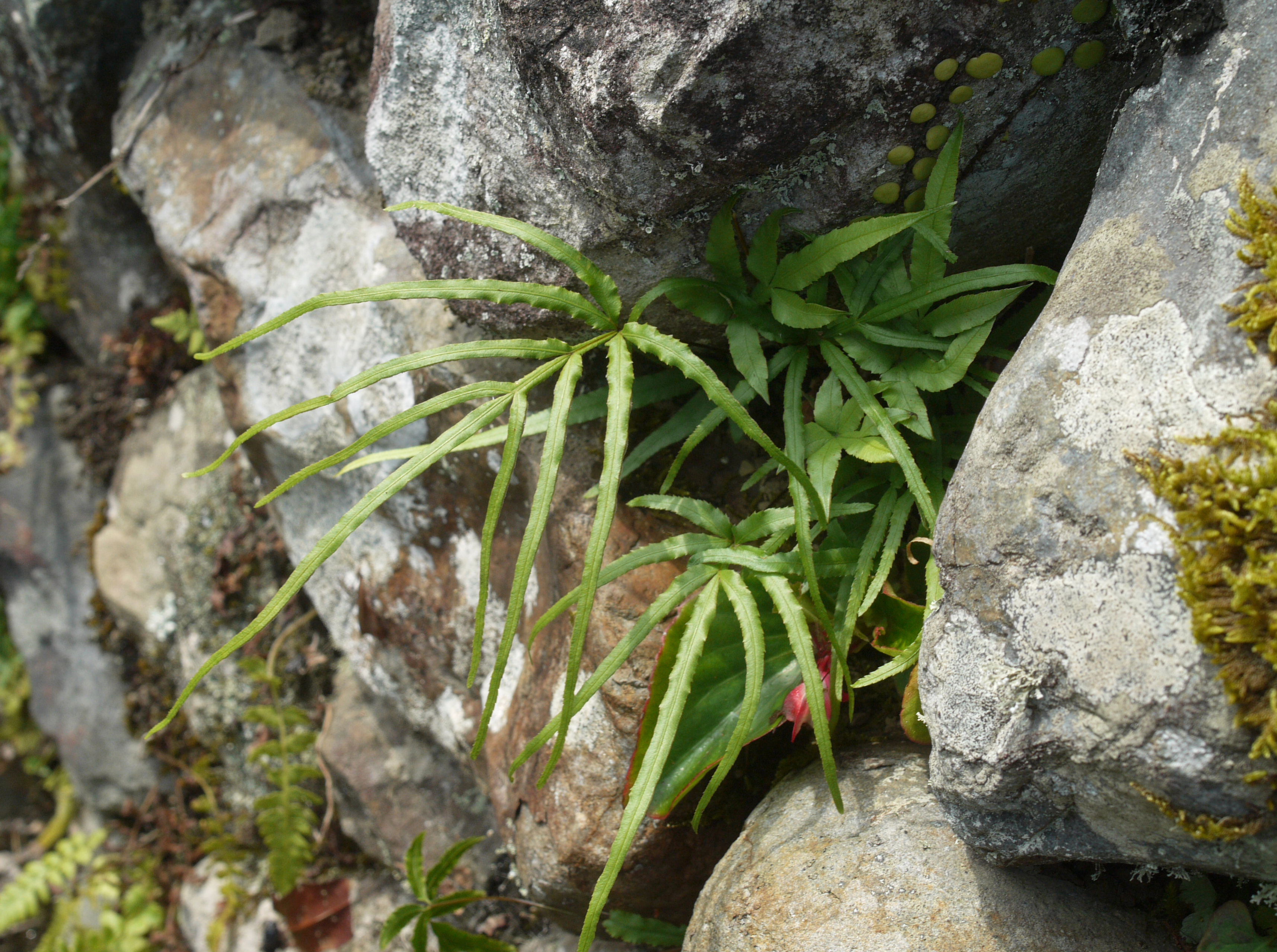
Pteris multifida

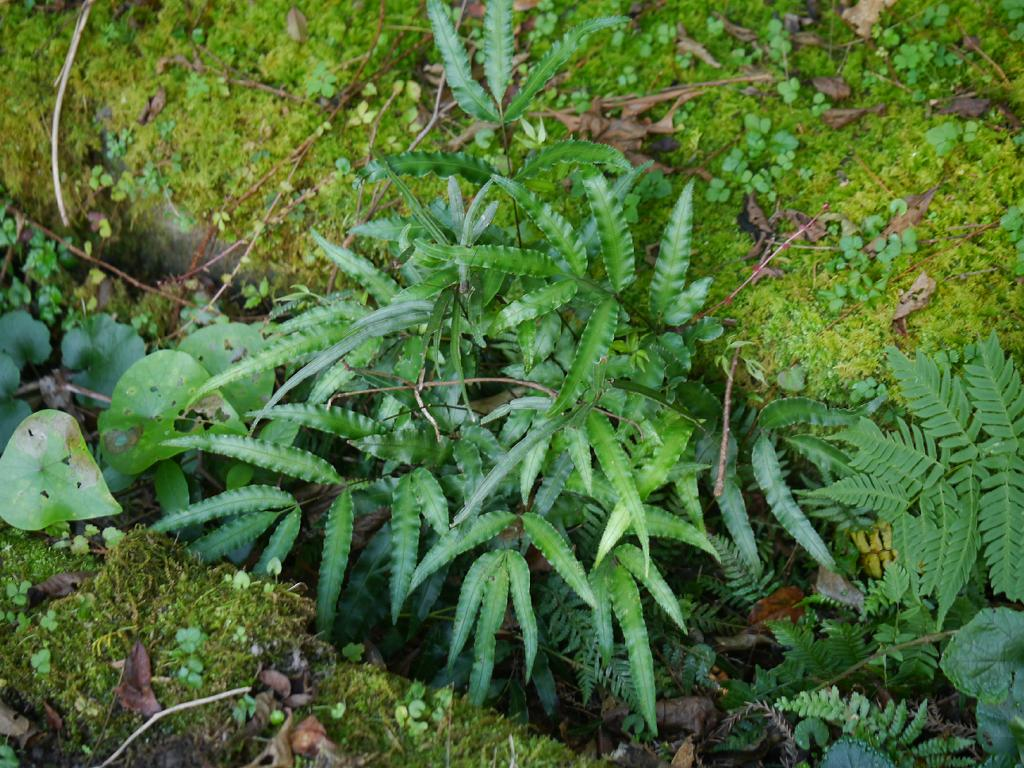
Pteris nipponica

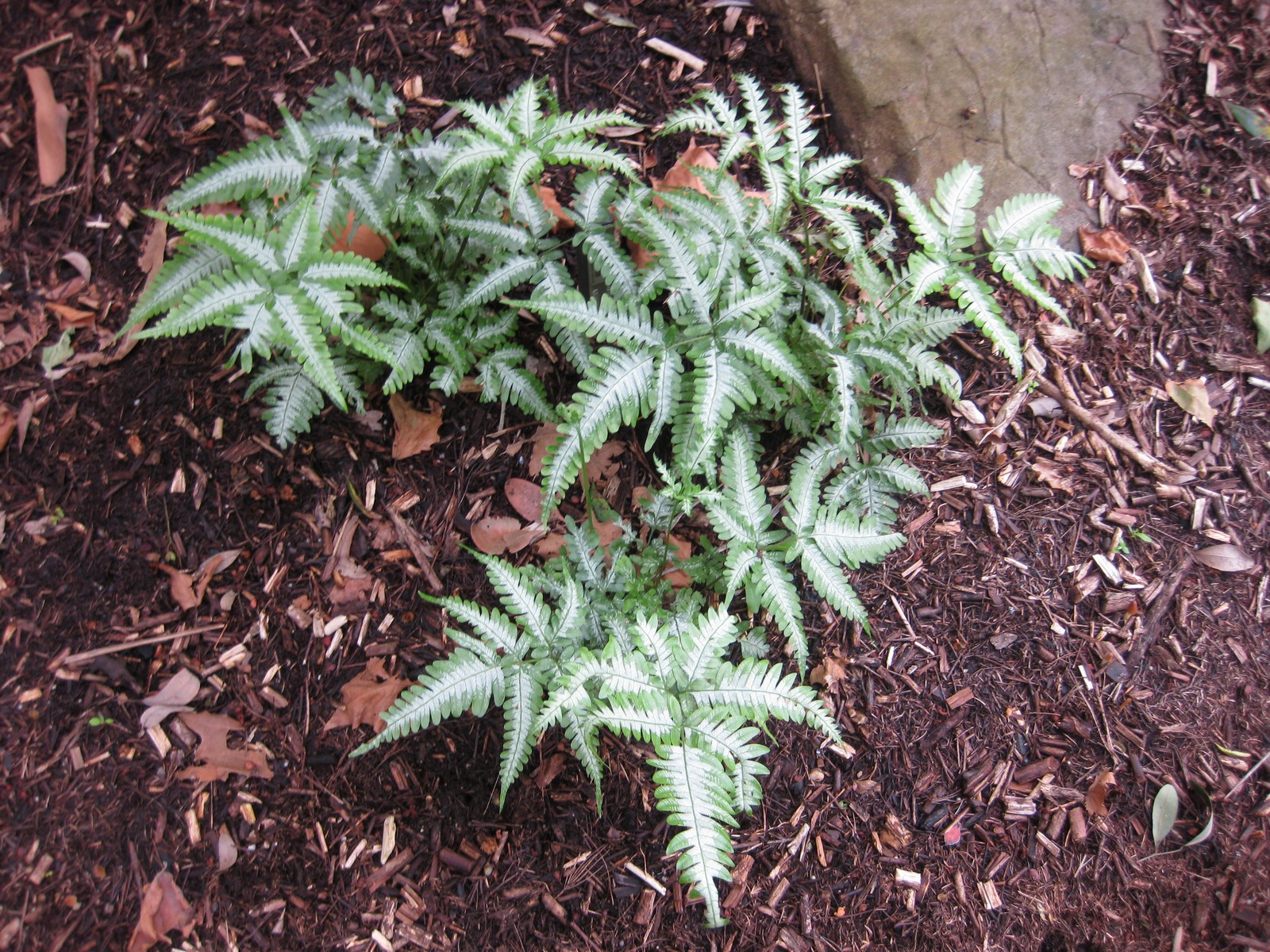
Pteris quadriaurita

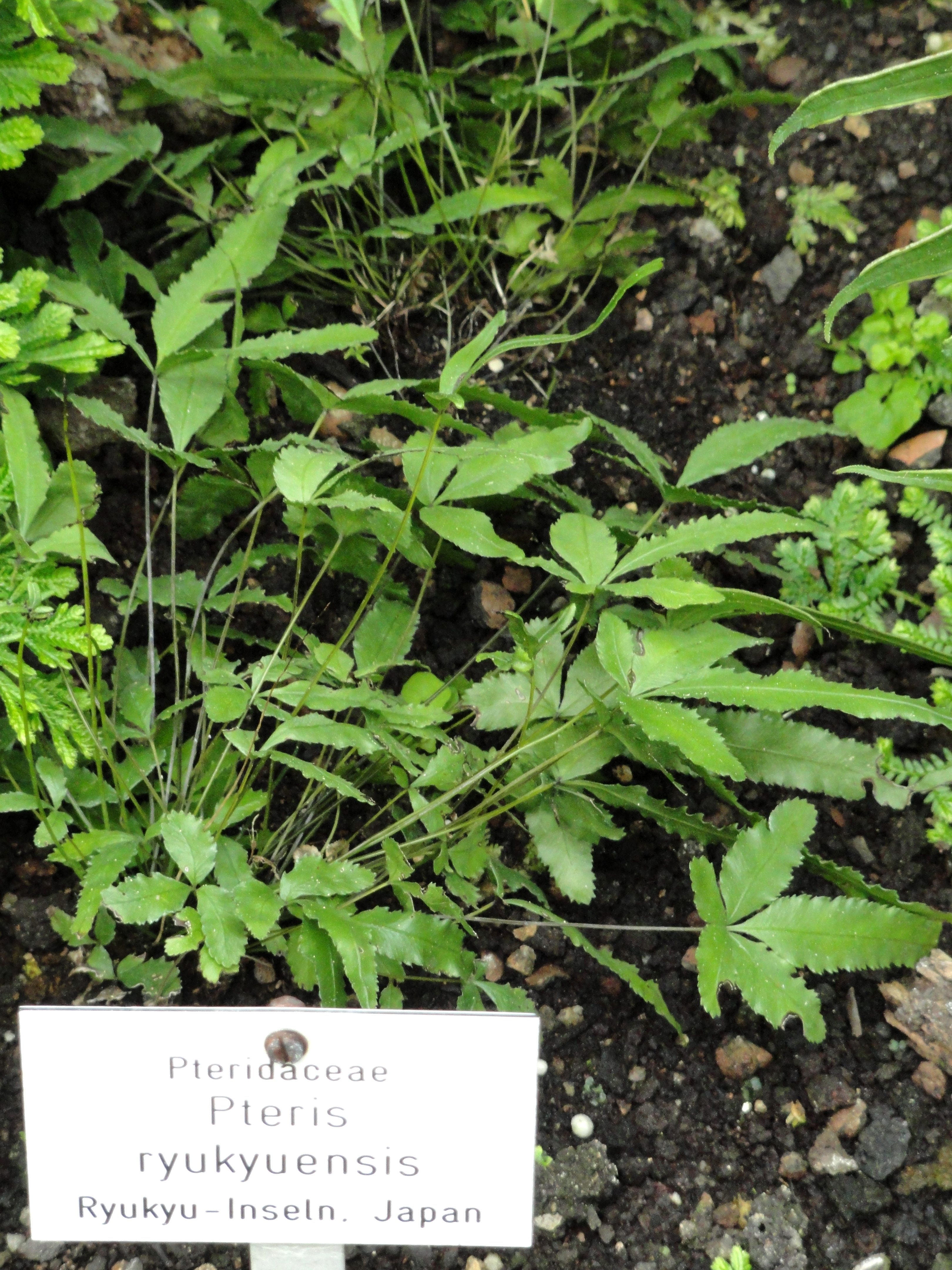
Pteris ryukyuensis

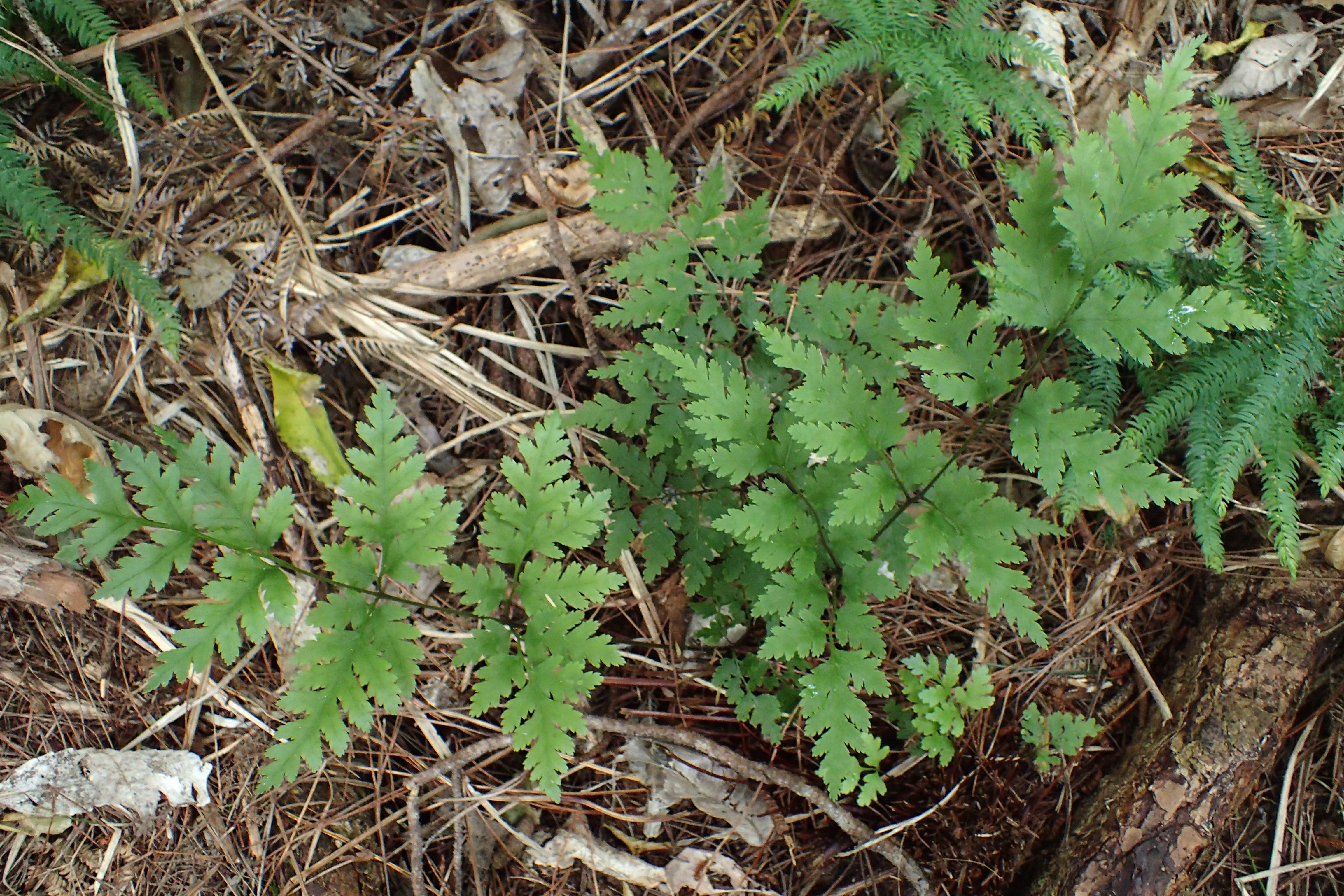
Pteris saxatilis

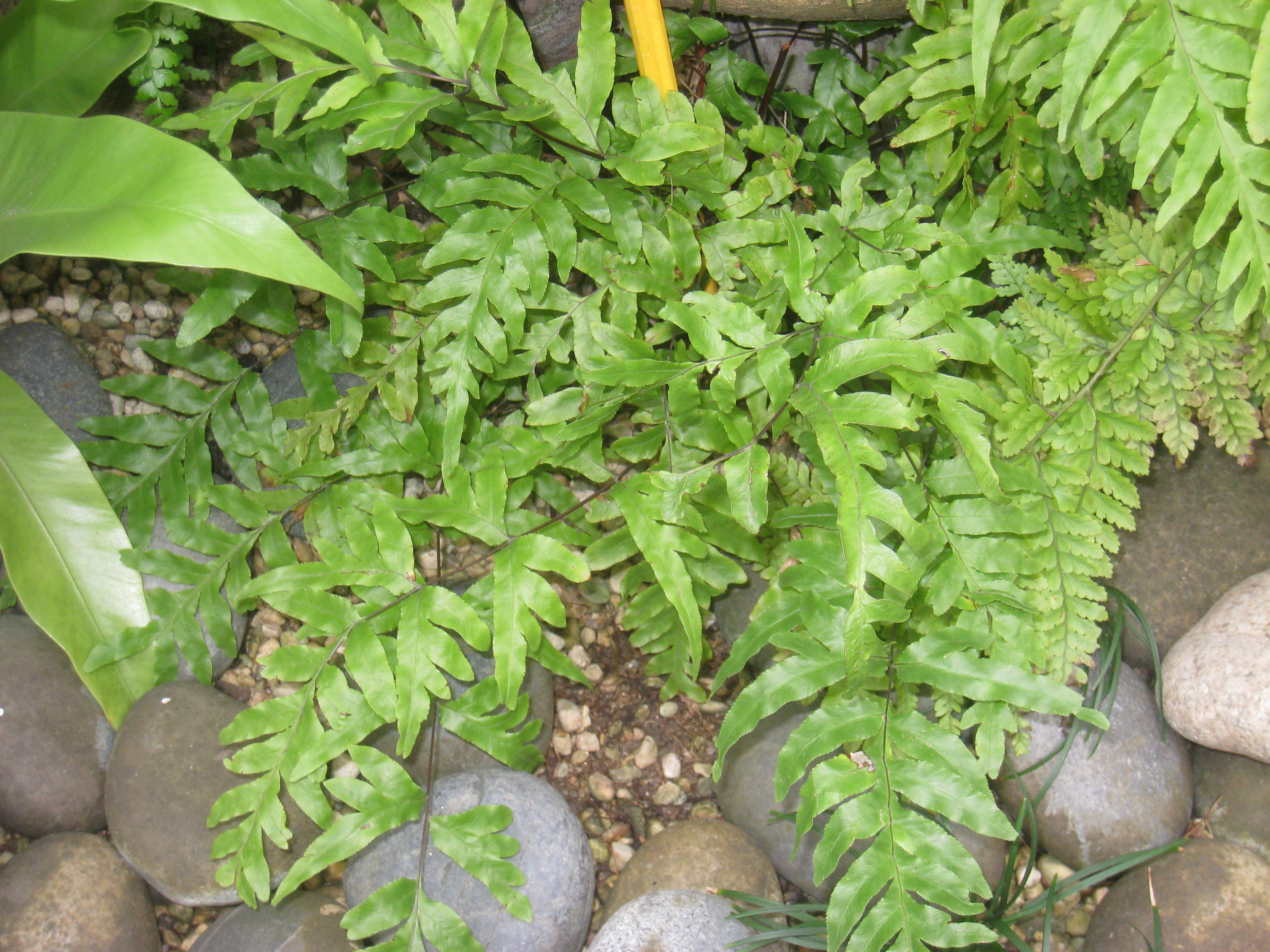
Pteris semipinnata

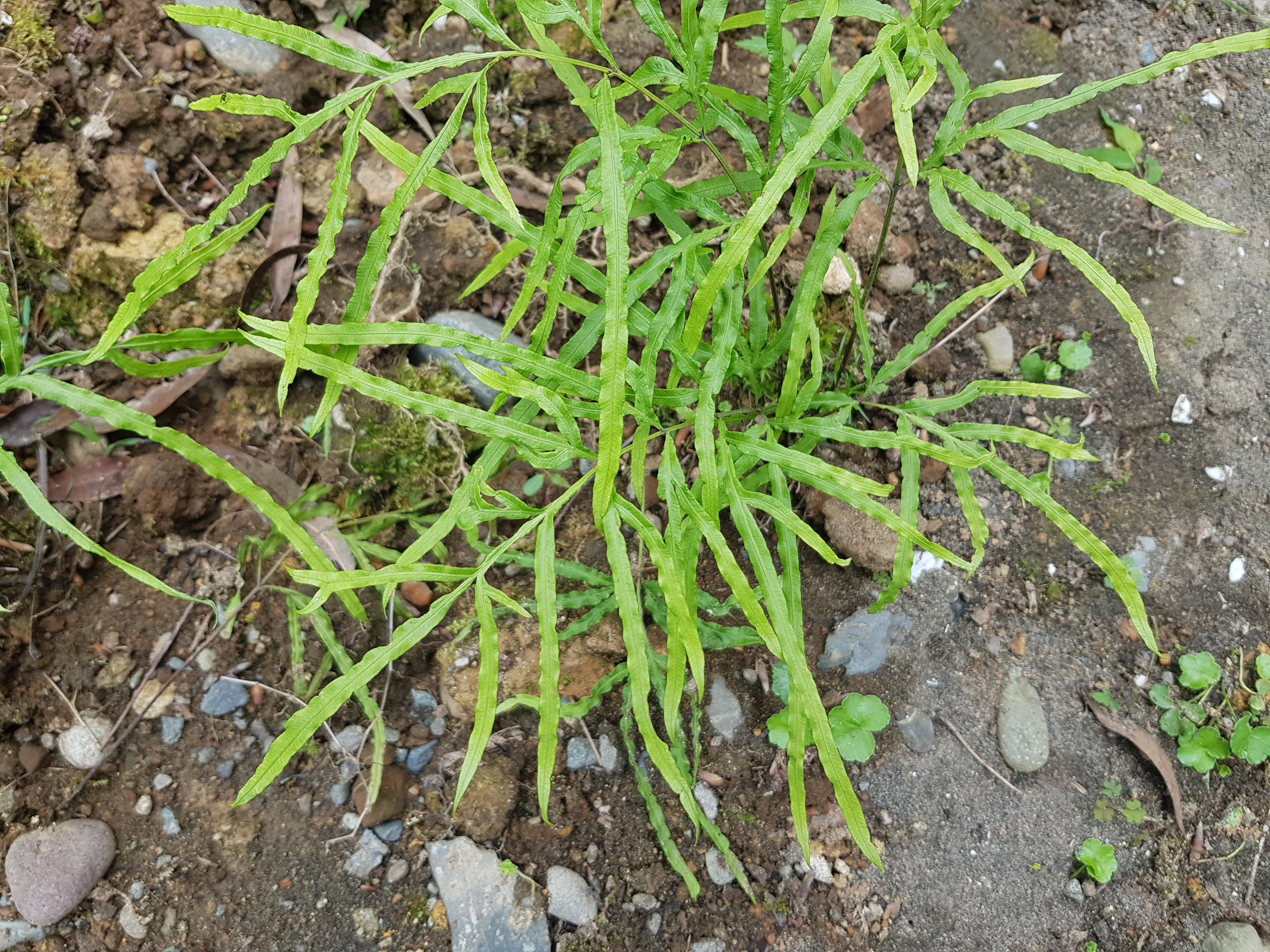
Pteris serrulata

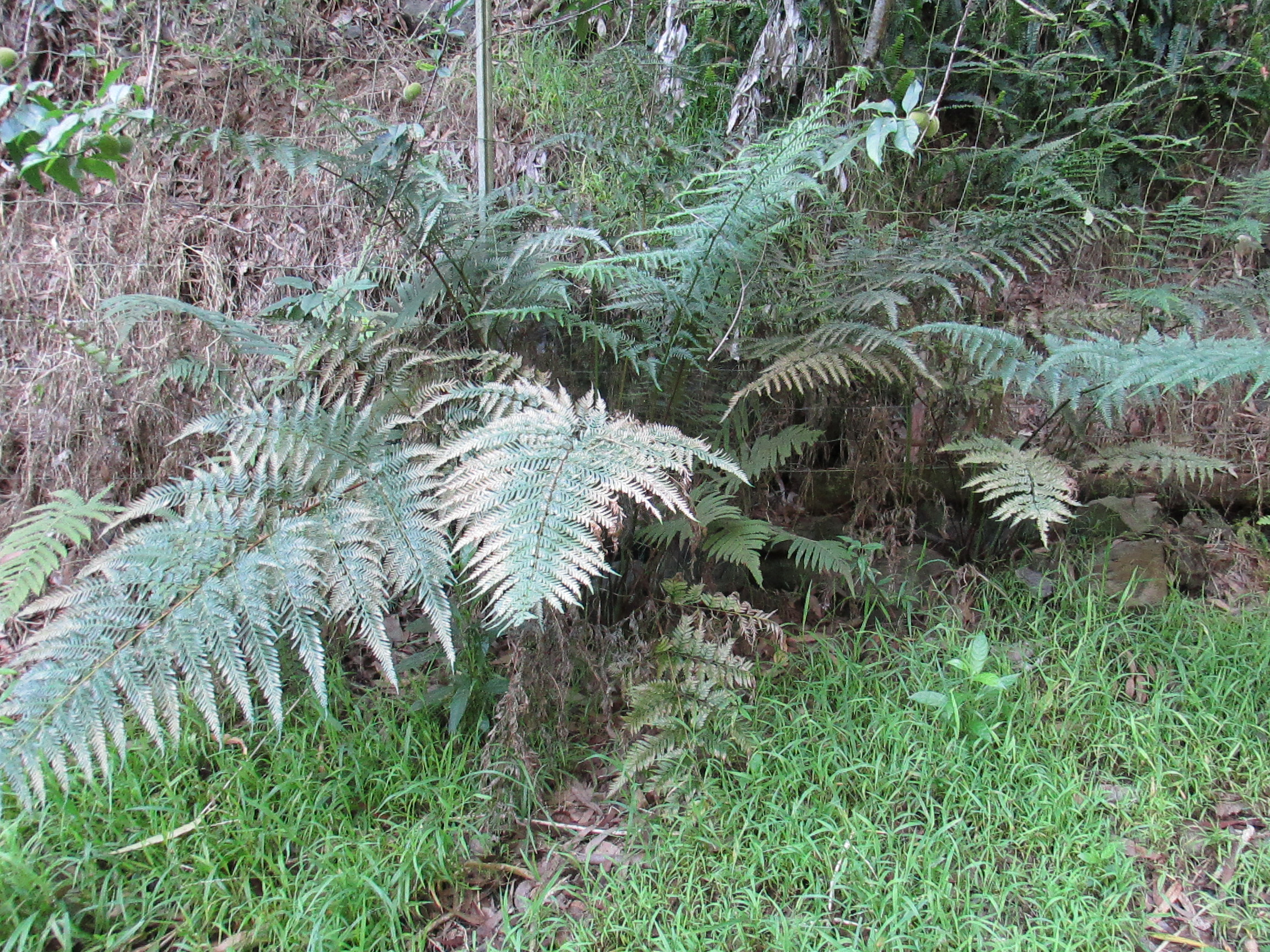
Habitus von Pteris tremula

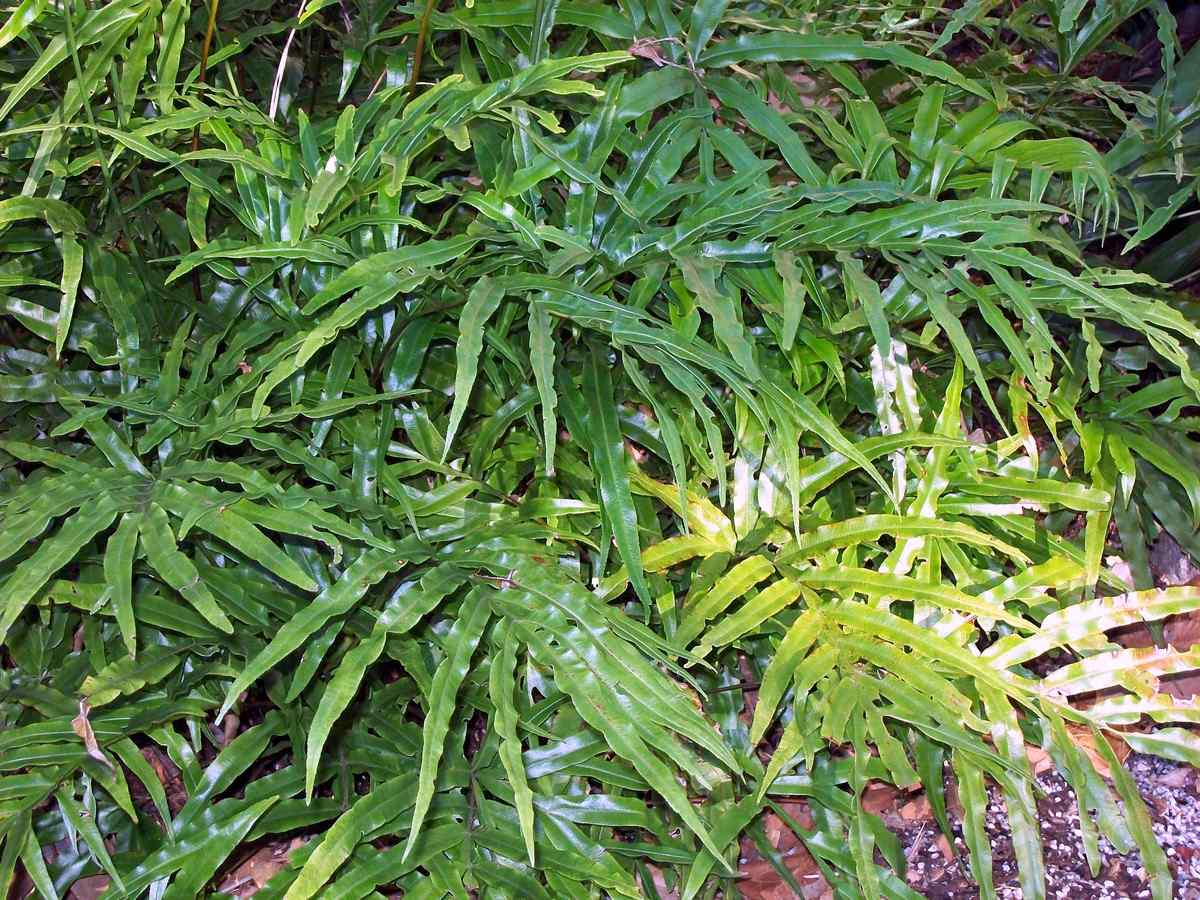
Pteris umbrosa

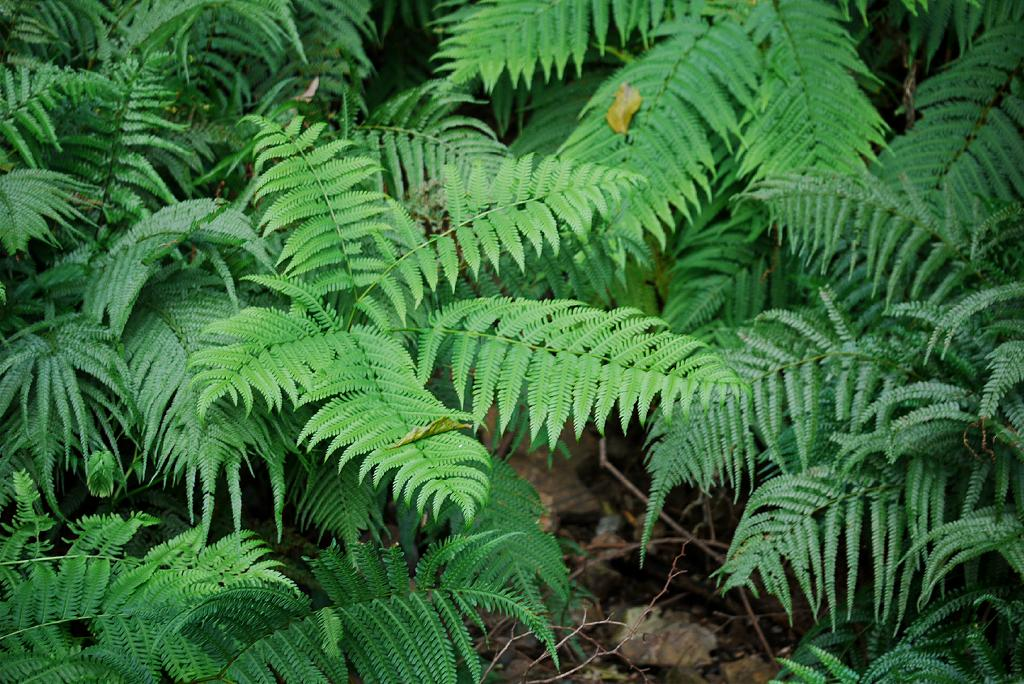
Pteris wallichiana

Die Gattung Pteris wurde im Jahr 1753 durch Carl von Linné in Species Plantarum, Band 2, Seite 1073 aufgestellt. Die Typusart ist Pteris longifolia L.
Synonyme für Pteris L. sind: Afropteris Alston, Anopteris Prantl ex Diels in Engler & Prantl, Campteria C.Presl, Hemipteris Rosenst., Heterophlebium Fée, Lathyropteris Christ, Lemapteris Raf., Litobrochia C.Presl, Peripteris Raf., Phyllitis Raf., Pteridium Raf., Pterilis Raf., Pycnodoria C.Presl sowie Schizostege Hillebr.
Die Pteris-Arten sind hauptsächlich in subtropischen bis tropischen Gebieten fast weltweit verbreitet. Das Verbreitungsgebiet erstreckt sich dabei nordwärts bis in die Schweiz, nach Japan und Nordamerika und südwärts bis Neuseeland, Australien und das südliche Argentinien. In China kommen etwa 78 Arten vor, 35 davon nur dort. Von den in China vorkommenden Arten gedeihen die meisten in den südlichen bis südwestlichen Landesteilen. In Australien gibt es vierzehn Arten, eine davon nur dort (Stand 2022). In Madagaskar gibt es etwa 26 Arten, neun davon nur dort.
Es soll zwischen 250 und 300 Pteris-Arten geben (Auswahl):
- Pteris actiniopteroides Christ: Sie gedeiht in Felsspalten im tropischen Karst in Höhenlagen von 600 bis 2000 Metern in den chinesischen Provinzen Chongqing, südöstlichen Gansu (nur im Wen Xian), nördlichen Guangxi (in Luocheng, im Yishan), Guizhou, nördlichen Henan (nur Huixian), Hubei (Yichang), südlichen Shaanxi (nur Xixiang), Sichuan sowie Yunnan.[1]
- Pteris adscensionis Sw.: Dieser Endemit seit den letzten 100 Jahren nur vom zentralen Teil der Insel Ascension bekannt.[7]
- Pteris albersii Hieron.: Sie kommt in Kenia sowie Tansania vor.[7]
- Pteris albertiae Arbeláez: Sie kommt in Zentralamerika und in Kolumbien vor.[8]
- Pteris altissima Poir.: Sie ist in der Neotropis weitverbreitet.[8]
- Pteris amoena Blume: Sie kommt in Indien, Myanmar, Indonesien, Taiwan, im südöstlichen Tibet (nur Mêdog) und in den chinesischen Provinzen Hainan (nur Changjiang), Yunnan (Guangnan, Xishuangbanna) sowie Zhejiang (nur Cangnan) vor.[1]
- Pteris angustipinna Tagawa: Diese sehr seltene Art gedeiht auf Felsen in Wäldern in Höhenlagen von 2000 bis 2600 Metern nur in Taiwan.[1]
- Pteris angustipinnula Ching & S.H.Wu: Dieser Endemit gedeiht in Wäldern in Tälern Forests im südwestlichen Guangxi nur in Fusui sowie Longjin.[1]
- Pteris angustata (Fée) C.V.Morton: Sie kommt in Brasilien vor.[8]
- Pteris arbelaeziana A.Rojas: Sie wurde 2017 erstbeschrieben und kommt in Zentralamerika vor.[8]
- Pteris arisanensis Tagawa (Syn.: Pteris biaurita var. intermittens C.Christensen, Pteris confusa T.G.Walker, Pteris vijaynagarensis Sarn.Singh & Panigrahi): Sie kommt in Sri Lanka, Indien, Nepal, Myanmar, Thailand, Vietnam, Taiwan und in den chinesischen Provinzen Guangdong, Guangxi, südwestliches Guizhou (nur Ceheng), Hainan, Sichuan (Dechang, Yanbian) sowie Yunnan vor.[1]
- Pteris aspericaulis Wall. ex J.Agardh: Es gibt etwa vier Varietäten:[1]
  - Pteris aspericaulis Wall. ex J.Agardh var. aspericaulis (Syn.: Pteris beddomei Sarn.Singh & Panigrahi, Pteris panigrahiana Sarn. Singh, Pteris roseolilacina Hieronymus, Pteris submiaoensis Sarn.Singh & Panigrahi, Pteris tibetica Ching, Pteris tirapensis Sarn.Singh & Panigrahi): Sie kommt im nördlichen Indien, in Bhutan, Nepal, Tibet (Nielamu, Zayü) und in den chinesischen Provinzen Guangxi (nur Bose), Sichuan (nur Shimian) sowie Yunnan vor.[1]
  - Pteris aspericaulis var. cuspigera Ching (Syn.: Pteris shimianensis H.S.Kuang): Sie gedeiht in Wäldern in Tälern in Höhenlagen von 1900 bis 2300 Metern in Tibet (Nielamu, Zayü) und in den chinesischen Provinzen Sichuan (nur Shimian) sowie Yunnan (nur Gongshan).[1]
  - Pteris aspericaulis var. subindivisa (C.B.Clarke) Ching ex S.H.Wu (Syn.: Pteris subindivisa C.B.Clarke, Pteris quadriaurita var. subindivisa (C.B.Clarke) Beddome): Dieser häufige Endemit kommt nur in Gongshan in Yunnan vor.[1]
  - Pteris aspericaulis var. tricolor (Linden) T.Moore ex E.J.Lowe (Syn.: Pteris tricolor Linden): Das ursprüngliche Verbreitungsgebiet ist nur Bhutan, Sikkim und das südöstliche Yunnan (nur Yingjiang). Sie wird als Zierpflanze in tropischen Parks und Gärten sowie in Räumen verwendet.[1]
- Pteris austrosinica (Ching) Ching: Sie gedeiht in dichten Wäldern in feuchten Tälern in Höhenlagen von 400 bis 1000 Metern in den chinesischen Provinzen Guangdong, Guangxi sowie Jiangxi.[1]
- Pteris bahamensis (J.Agardh) Fée: Sie kommt in Florida und auf den Bahamas vor.[3]
- Pteris bakeri C.Chr.: Sie kommt in Kolumbien, Ecuador, Peru sowie Bolivien vor.[8]
- Pteris baksaensis Ching: Dieser Endemit gedeiht in Wäldern nur in Baisha in Hainan.[1]
- Pteris barkleyae (Hook.) Mett. ex Kuhn: Dieser Endemit kommt nur auf den Seychellen vor.[7]
- Pteris bella Tagawa (Syn.: Pteris wangiana Ching): Sie kommt im südlichen Vietnam, nördlichen sowie südlichen Taiwan und in den chinesischen Provinzen Hainan (nur im Wuzhi Shan), Hunan (nur Yizhang) sowie Yunnan vor.[1]
- Pteris berteroana C.Agardh: Sie kommt im südlichen Südamerika vor.[8]
- Pteris biaurita L. (Syn.: Pteris flavicaulis Hayata): Sie ist pantropisch verbreitet.[1][6][8]
- Pteris boliviensis J.Prado & A.R.Sm: Sie wurde 2002 aus Bolivien erstbeschrieben.[8]
- Pteris brasiliensis Raddi: Sie kommt von Brasilien bis ins südliche Südamerika vor.[8]
- Pteris buchananii Baker ex Sim: Sie kommt in Äthiopien, Kenia, Malawi, Tansania, Uganda, Simbabwe und Südafrika[9] vor.[10][11]
- Pteris cadieri Christ: Es gibt seit 1990 etwa zwei Varietäten:[1]
  - Pteris cadieri Christ var. cadieri: Sie kommt im nördlichen Vietnam, auf den Ryūkyū-Inseln, in Taiwan und in den chinesischen Fujian (Minhou, Nanjing), Guangdong, Guangxi sowie nordöstlichen bis südöstlichen Guizhou vor.
  - Pteris cadieri var. hainanensis (Ching) S.H.Wu (Syn.: Pteris hainanensis Ching): Diese Neukombination erfolgte 1990. Sie gedeiht in Wäldern in Höhenlagen von 300 bis 700 Metern in den chinesischen Provinzen Guangdong (Gaoyao, Wengyuan), Guangxi (Longjin, Yaoshan) sowie Hainan (Baoting, Ledong).[1]
- Pteris caiyangheensis L.L.Deng: Dieser Endemit gedeiht in immergrünen Lorbeerwäldern und in Monsunwäldern in Höhenlagen von 800 bis 1000 Metern nur in Simao in Yunnan.[1]
- Pteris camerooniana Kuhn (Syn.: Pteris bonapartei C.Chr., Pteris manniana Mett. ex Kuhn): Sie kommt in Afrika und in Madagaskar in den Provinzen Antsiranana sowie Toamasina vor.[6]
- Pteris catoptera Kunze (Syn.: Pteris abyssinica Hieron., Pteris biaurita Sim non L., Pteris kameruniensis Hieron.): Sie ist vom tropischen bis ins südliche Afrika, Madagaskar und auf den Komoren verbreitet.[6][10][11][12][13][9]
- Pteris changjiangensis X.L.Zheng & F.W.Xing: Dieser Endemit gedeiht auf der Bodenoberfläche und auf Felsen in Höhenlagen von 400 bis 800 Metern nur in Changjiang in Hainan.[1]
- Pteris comans G.Forst.: Sie kommt auf Inseln des Südlichen Pazifik, in Neuseeland[14] und in den australischen Bundesstaaten südöstliches Queensland, östliches New South Wales, südliches Victoria, Tasmanien (einschließlich King Island, Bass-Straße) vor.[5]
- Pteris confertinervia Ching: Dieser Endemit kommt nur in Taibei in Taiwan vor.[1]
- Pteris crassiuscula Ching & C.H.Wang: Dieser Endemit gedeiht in Wäldern in Tälern in Höhenlagen von etwa 700 Metern nur in Baoting sowie im Diaoluo Shan in Hainan.[1]
- Kretischer Saumfarn (Pteris cretica L.)[3]: Er kommt in Mittel- und Südeuropa, in Afrika, Asien, Madagaskar, Mexiko, Guatemala, auf Réunion sowie auf Pazifischen Inseln vor.[15][1] Man kann zwei Varietäten unterscheiden.[15]
- Pteris cryptogrammoides Ching: Dieser Endemit kommt nur in Xiamen in Fujian vor.[1]
- Pteris dactylina Hook.: Sie kommt im nordöstlichen Indien, in Nepal, Bhutan, südöstlichen Tibet, Taiwan und in den chinesischen Provinzen Guizhou (nur im Fanjing Shan), Sichuan sowie Yunnan vor.[1]
- Pteris decrescens Christ: Es gibt mindestens zwei Varietäten:[1]
  - Pteris decrescens Christ var. decrescens: Sie kommt in Vietnam, Kambodscha Guangdong (nur Yangchun), Guangxi, Guizhou sowie Yunnan vor.[1]
  - Pteris decrescens var. parviloba (Christ) C.Christensen & Tardieu (Syn.: Pteris parviloba Christ): Sie kommt nur im nördlichen Vietnam und im Daming Shan Guangxi vor.[1]
- Pteris deltodon Baker (Syn.: Pteris nana Christ, Pteris trifoliata Christ non Fée): Sie kommt in Laos, Vietnam, auf den Ryūkyū-Inseln, in Taiwan und in den chinesischen Provinzen südwestliches Guangxi (nur Longsheng), Guizhou (Anlong, Duyun, Pingtang), Sichuan, Yunnan (Guangnan, Maguan, Pingbian) sowie Zhejiang vor.[1]
- Pteris dentata Forssk. (Syn.: Pteris arguta Aiton, Pteris ascensionensis Sw., Pteris cordemoyi C.Chr., Pteris elegans Sw., Pteris elegans Jacq., Pteris flabellata Thunb., Pteris oligodictyon Baker, Pteris semiserrata Roxb., Pteris serrulata Forssk. non L. f., Pteris straminea Cordem., Pteris straminea Mett. ex Baker, Pteris dentata var. oligodycta (Baker) Tardieu, Pteris dentata subsp. flabellata (Thunb.) Runemark): Sie kommt in weiten Teilen Afrikas, in Madagaskar und auf einigen Inseln vor.[6][10][11][12][13][9][14]
- Pteris dispar Kunze (Syn.: Pteris semipinnata var. dispar (Kunze) Hook. & Baker, Pteris taiwaniana Masamune & Suzuki): Sie ist in Vietnam, Korea, Malaysia, auf den Philippinen, in Japan, Taiwan und in den chinesischen Provinzen südliches Anhui (nur Qimen), Chongqing, Fujian, Guangdong, Guangxi (Lingui, Tengxian), Guizhou, Henan, Hubei (nur Jiugongshan), Hunan, südliches Jiangsu (nur Yixing), Jiangxi, Sichuan (Emei Shan, Luxian) sowie Zhejiang verbreitet und kommt vielleicht in Thailand vor.[1]
- Pteris dissitifolia Baker: Sie kommt im nördlichen Vietnam, in Laos und in den chinesischen Provinzen nördliches Guangdong, Hainan (nur Baoting) sowie südliches Yunnan (Hekou, Xishuangbanna) vor.[1]
- Pteris elongatiloba Bonap.: Die zwei Varietäten kommen nur in Madagaskar in den Provinzen Antananarivo, Mahajanga sowie Toliara vor.[6]
- Pteris ensiformis Burm. f.: Es gibt mindestens vier Varietäten:[1]
  - Pteris ensiformis Burm. f. var. ensiformis (Syn.: Pteris crenata Swartz, Pteris stricta Poiret.) Sie ist von Sri Lanka über das nördliche Indien, Kambodscha, Laos, Vietnam, Malaysia, Taiwan und in den chinesischen Provinzen Chongqing, Fujian, Guangdong, Guangxi, Guizhou, Hainan, Jiangxi, Sichuan, Yunnan sowie Zhejiang, die Ryukyu-Inseln bis Queensland, Fidschi sowie Polynesien verbreitet.[1]
  - Pteris ensiformis var. furcans Ching: Dieser Endemit gedeiht zwischen Felsen an Hängen in Höhenlagen von etwa 400 Metern nur in Chongqing.[1]
  - Pteris ensiformis var. merrillii (C.Christensen ex Ching) S.H.Wu (Syn.: Pteris merrillii C.Christensen ex Ching): Sie gedeiht in Wäldern in den chinesischen Provinzen Guangdong, Guangxi sowie Hainan.[1]
  - Pteris ensiformis var. victoriae Baker: Sie kommt in Sri Lanka, im nördlichen Indien, Myanmar, Malaysia und in Hainan (Nanshanling, Sanya) vor.[1]
- Pteris esquirolii Christ: Es gibt seit 1990 etwa zwei Varietäten:[1]
  - Pteris esquirolii Christ var. esquirolii: Sie kommt im nördlichen Vietnam und in den chinesischen Provinzen Fujian, Guangdong (Lechang, Ruyuan, Xinyi), Guangxi (nur Longjin), Guizhou, Sichuan (nur im Emei Shan) vor.[1]
  - Pteris esquirolii var. muricatula (Ching) Ching & S.H.Wu (Syn.: Pteris muricatula Ching)[1]
- Pteris fauriei Hieron.: Es gibt etwa zwei Varietäten:[1]
  - Pteris fauriei var. chinensis Ching & S.H.Wu (Syn.: Pteris bifurcata Ching): Sie gedeiht in Wäldern in Tälern in Höhenlagen von 300 bis 700 Metern in den chinesischen Provinzen Fujian, Guangdong, Guangxi, südliches Guizhou sowie Hainan.
  - Pteris fauriei Hieron. var. fauriei (Syn.: Pteris fauriei var. minor Hieron., Pteris guizhouensis Ching, Pteris linearis var. fauriei (Hieron.) C.Christensen & Tardieu, Pteris pseudoconfusa Sarn.Singh & Panigrahi): Sie kommt im nördlichen Vietnam, in Japan, Taiwan und in den chinesischen Provinzen Fujian, Guangdong, Guangxi, Hainan, südliches Hunan, Jiangxi, südöstliches Yunnan sowie Zhejiang vor.
- Pteris finotii Christ (Syn.: Pteris finotii var. obtusa Tagawa): Sie kommt im nördlichen Vietnam und in den chinesischen Provinzen Guangdong, Hainan sowie südliches Yunnan (Hekou, Xishuangbanna) vor.[1]
- Pteris formosana Baker (Syn.: Pteris decurrentipinnulata Bonaparte, Pteris takeoi Hayata): Sie kommt in Taiwan und auf den Ryūkyū-Inseln vor.[1]
- Pteris friesii Hieron. (Syn.: Pteris catoptera var. friesii (Hieron.) Verdc., Pteris hildebrandtii Hieron.): Sie kommt auf den Maskarenen, Komoren, Seychellen, vom tropischen bis ins südliche Afrika und in Madagaskar in den Provinzen Antananarivo sowie Toliara vor.[6][10][11][12][13][9]
- Pteris gallinopes Ching: Sie gedeiht in Felsspalten in Wäldern im tropischen Karst in Höhenlagen von 800 bis 1700 Metern in den chinesischen Provinzen Guizhou (Anshun, Duyun), Hubei (nur Hefeng), Sichuan (Baoxing, Emei Shan, Leshan) sowie Yunnan.[1]
- Pteris grandifolia L.: Sie kommt auf Karibischen Inseln, in Florida und von Mexiko über Guatemala bis Panama, in Kolumbien, Ecuador, Venezuela, Peru und Brasilien vor.[15]
- Pteris griseoviridis C.Chr.: Sie kommt in Madagaskar in den Provinzen Fianarantsoa, Toamasina sowie Toliara und auf den Komoren vor.[6]
- Pteris grevilleana Wall. ex J.Agardh: Es gibt mindestens zwei Varietäten:[1]
  - Pteris grevilleana Wall. ex J.Agardh var. grevilleana: Sie kommt im nördlichen Indien, in Bhutan, Nepal, Thailand, Vietnam, Malaysia, Indonesien, auf den Philippinen, auf den Ryūkyū-Inseln, in Taiwan und in den chinesischen Provinzen Guangdong (Foshan, Gaoyao, Xuwen), Guangxi, Hainan sowie Yunnan (Hekou, Xishuangbanna) vor.[1]
  - Pteris grevilleana var. ornata Alderwerelt: Sie kommt im nördlichen Indien, Myanmar, Thailand, Vietnam, Indonesien, Malaysia, auf den Philippinen und in den chinesischen Provinzen Guangdong (nur Gaoyao) sowie Guangxi (nur Wuming) vor. Sie wird als Zierpflanze verwendet.[1]
- Pteris guangdongensis Ching: Dieser Endemit gedeiht auf Felsen in Höhenlagen von etwa 800 Metern nur in Guangdong (Wengyuan, Yangchun, Yunfu).[1]
- Pteris hamulosa (H.Christ) H.Christ: Sie ist in Angola, Bioko, Burundi, Kamerun, in der Zentralafrikanischen Republik, im Kongo, in der Elfenbeinküste, in der Demokratischen Republik Kongo, in Äquatorialguinea, Ghana, Kenia, Mosambik, Nigeria, Pemba, Sudan, Tansania und Uganda verbreitet.[13]
- Pteris henryi Christ: Sie gedeiht in Felsspalten im tropischen Karst in Höhenlagen von 400 bis 2300 Metern in den chinesischen Provinzen Guangxi (Lengyun, Leye), Guizhou, südwestliches Henan (nur Xichuan), südliches Shaanxi, Sichuan (Chongqing, Leibo) sowie Yunnan.[1]
- Pteris heteroclita Desv. (Syn.: Pteris melleri Baker, Pteris triplicata J.Agardh, Pteris heteroclita var. melleri (Baker) Christ): Sie kommt in Afrika, Madagaskar und auf den Komoren vor.[6]
- Pteris heteromorpha Fée (Syn.: Pteris cretica var. heteromorpha (Fée) Beddome): Sie kommt in Myanmar, Vietnam, Malaysia, auf den Philippinen und im südlichen Yunnan (Jinghong, Simao) vor.[1]
- Pteris hexagona (L.) Proctor: Sie kommt auf den karibischen Inseln Kuba, Hispaniola, Jamaika, Puerto Rico und den Bermudas vor.[15]
- Pteris hirsutissima Ching: Dieser Endemit gedeiht in Wäldern in Höhenlagen von etwa 1400 Metern in Mianning in Sichuan.[1]
- Pteris hivaoaensis Lorence & K.R.Wood: Sie ist nur vom Typusfundort auf der Insel Hiva Oa, die zu den Marquesas-Inseln im südlichen Pazifik gehört, bekannt.[16]
- Pteris hui Ching: Dieser Endemit gedeiht in Felsspalten im tropischen Karst in Höhenlagen von etwa 700 Metern nur in Fengshan im nordwestlichen Guangxi.[1]
- Pteris humbertii C.Chr.: Sie kommt nur an wenigen Fundorten in Madagaskar in den Provinzen Fianarantsoa sowie Toliara vor.[6]
- Pteris inaequalis Baker (Syn.: Pteris inaequalis var. simplicior Tagawa, Pteris sinensis Ching): Sie kommt in Indien, Japan und in den chinesischen Provinzen Fujian, Guangdong, Guangxi, Guizhou, Jiangxi, Sichuan, Yunnan sowie Zhejiang vor.[1]
- Pteris incompleta Cav. (Syn.: Pteris palustris Poir.): Sie kommt auf dem spanischen Festland und Azoren, Madeira sowie auf den Kanaren vor.[7]
- Pteris intricata C.H.Wright (Syn.: Pteris adamii Tardieu): Sie ist im tropischen Afrika verbreitet und in Madagaskar nur in der Provinz Antananarivo vor.[6][10][12][13]
- Pteris insignis Mett. ex Kuhn (Syn.: Pteris indochinensis Christ, Pteris platysora Baker): Sie kommt in Malaysia, Vietnam und in den chinesischen Provinzen Fujian, Guangdong, Guangxi, Guizhou, Hainan, Hunan, Jiangxi, Yunnan sowie südliches Zhejiang vor.[1]
- Pteris kidoi Sa.Kurata: Sie kommt in Japan sowie Taiwan und vielleicht in Zhejiang vor.[1]
- Pteris kiuschiuensis Hieron.: Es gibt etwa zwei Varietäten:[1]
  - Pteris kiuschiuensis Hieron. var. centrochinensis Ching & S.H.Wu: Sie wurde 1983 erstbeschrieben. Sie gedeiht in der Nähe von Ufern von Fließgewässern in Höhenlagen von 300 bis 800 Metern in den chinesischen Provinzen Chongqing, Fujian, Guangdong, Guangxi, Guizhou, Hunan, Jiangxi, Sichuan sowie südliches Yunnan.[1]
  - Pteris kiuschiuensis Hieron. var. kiuschiuensis: Sie kommt in Japan und in den chinesischen Provinzen Chongqing, Fujian, Guangdong, Guangxi, Guizhou, Hunan, Jiangxi, Sichuan sowie südliches Yunnan vor.[1]
- Pteris kivuensis C.Chr.: Sie kommt im westlichen Burundi, in Ruanda und im östlichen Teil Demokratischen Republik Kongo vor.[7]
- Pteris lancaefolia J.Agardh: Sie kommt auf den Seychellen und in Madagaskar nur in der Provinz Toamasina vor.[6]
- Pteris lastii C.Chr.: Sie kommt in Madagaskar nur an zwei Fundorten in der Provinz Antsiranana vor.[6]
- Pteris laurea Desv. (Syn.: Pteris appendiculata Baker, Pteris curtisii C.Chr.): Sie kommt in Madagaskar nur in den Provinzen Fianarantsoa, Toamasina sowie Toliara vor.[6]
- Pteris lellingeri A.R.Sm. & Prado: Sie wurde 2004 aus Bolivien erstbeschrieben.[17]
- Pteris liboensis P.S.Wang Sie gedeiht in Wäldern in Höhenlagen von 1000 Metern nur in Napo in Guangxi und im Kreis Libo im südlichen Guizhou.[1]
- Pteris lidgatei (Baker) Christ: Sie kommt auf den hawaiianischen Inseln Oʻahu, Maui sowie Molokaʻi vor.[7] Aber sie wurde auf Molokaʻi 1912 zuletzt gesammelt und 2008 wiedergefunden.[18]
- Pteris linearis Poir. (Syn.: Pteris nemoralis Willd., Pteris normalis D.Don): Sie ist in Asien, von West- bis Ostafrika, in Madagaskar, auf den Komoren und Maskarenen verbreitet.[6][12]
- Pteris longifolia L.: Sie kommt in Florida, Mexiko, Guatemala, Honduras, Belize und auf Karibischen Inseln vor.[15]
- Pteris longipes D.Don (Syn.: Pteris brevisora Baker, Pteris pellucens J.Agardh, Pteris zollingeri Mett. ex Miq.): Sie ist in Sri Lanka, Indien, Bhutan, Nepal, Myanmar, Thailand, Vietnam, im zentralen bis südwestlichen Taiwan, in Indonesien, auf den Philippinen und in den chinesischen Provinzen westliches Guangxi (nur Tianlin), Hunan (nur Tongdao) sowie Yunnan (Jingdong, Malipo, Simao) verbreitet.[1]
- Pteris longipinna Hayata: Sie gedeiht in Felsspalten in Höhenlagen von 700 bis 1500 Metern nur in Taiwan.[1]
- Pteris longipinnula Wall. ex J.Agardh: Es gibt mindestens zwei Varietäten:[1]
  - Pteris longipinnula var. hirtula C.Christensen (Syn.: Pteris hekouensis Ching, Pteris hirtula (C.Christensen) C.V.Morton, Pteris subhirtula Sarn.Singh & Panigrahi): Sie kommt in Myanmar, im südöstlichen Tibet und im südöstlichen Yunnan (nur Hekou) vor.[1]
  - Pteris longipinnula Wall. ex J.Agardh var. longipinnula (Syn.: Pteris umbraculifera Mett. ex Miq.): Sie kommt in Hainan (nur im Diaoluo Shan) und südlichen Yunnan (Hekou, Xishuangbanna vor).[1]
- Pteris maclurei Ching (Syn.: Pteris nakasimae Tagawa): Sie kommt im südlichen Japan, nördlichen Vietnam und in den chinesischen Provinzen Fujian (nur Jianou), Guangdong (Lechang, Meixian, Yingde), Guangxi (Xiangxian, Xingde, Yaoshan), südlichen Hunan (Jianghua, Jiangyong, Tongdao), südlichen Jiangxi und vielleicht in Zhejiang vor.[1]
- Pteris maclurioides Ching: Sie kommt sicher nur in Shixing in Guangdong und vielleicht in Guangxi sowie im nördlichen Vietnam vor.[1]
- Pteris macrodon Baker: Von diesem Endemiten gibt es wohl nur einen Fundort im zentralen Madagaskar in der Provinz Antananarivo.[6]
- Pteris madagascarica J.Agardh: Die zwei Varietäten kommen in Madagaskar in den Provinzen Antananarivo, Antsiranana, Fianarantsoa sowie Toamasina vor.[6]
- Pteris majestica Ching: Sie gedeiht in dichten Wäldern und in feuchten Tälern in Höhenlagen von etwa 2700 Metern in den chinesischen Provinzen Guangdong, Sichuan (im Emei Shan sowie in Ya’an) und im südöstlichen Yunnan (in Jingdong sowie im Wuliang Shan).[1]
- Pteris malipoensis Ching: Sie gedeiht in Mischwäldern in Höhenlagen von 1200 bis 1500 Metern in Hunan (nur Tongdao) und im südöstlichen Yunnan (nur Malipo).[1]
- Pteris marquesensis Lorence & K.R.Wood: Sie wurde 2001 erstbeschrieben. Dieser Endemit kommt auf den beiden Inseln Hiva Oa und Tahuata, die zu den Marquesas im südlichen Pazifik gehören vor.[16]
- Pteris menglaensis Ching: Dieser Endemit gedeiht in lichten Wäldern in Höhenlagen von etwa 700 Metern nur in Mengla im südlichen Yunnan.[1]
- Pteris mettenii Kuhn: Sie kommt auf den Komoren sowie auf den Maskarenen und im nördlichen Madagaskar nur in der Provinz Antsiranana vor.[6]
- Pteris mildbraedii Hieron.: Sie ist in Benin, Bioko, Kamerun, in der Republik Kongo, in der Demokratischen Republik Kongo, in der Elfenbeinküste, in Äquatorialguinea, Gabun, Ghana, Liberia, Nigeria, Tansania, Simbabwe und im Sudan verbreitet.[11]
- Pteris mkomaziensis Verdc.: Sie kommt nur in Tansania vor.[7]
- Pteris morii Masam.: Dieser Endemit gedeiht in dichten Wäldern in Tälern in Höhenlagen von 0 bis 900 Metern nur in Hainan.[1]
- Pteris multifida Poir. ex Lam. (Syn.: Pteris serrulata L. f. non Forsskål): Sie ist in weiten Teilen Chinas, Taiwan, Japan einschließlich der Ryūkyū-Inseln, Thailand, Südkorea und Vietnam und auf den Philippinen verbreitet.[1] Sie ist beispielsweise in der Neotropis[3] und in Baden-Württemberg[19] ein Neophyt.
- Pteris muricella Fée (Syn.: Pteris brevisora Baker, Pteris mollis Christ Pteris pteridioides (Hook.) Ballard,): Sie ist im tropischen Afrika und in Madagaskar verbreitet.[10][11][13][6]
- Pteris nanlingensis R.H.Miao: Dieser Endemit kommt nur in Ruyuan in Guangdong vor.[1]
- Pteris nipponica W.C.Shieh: Sie kommt in Südkorea, Japan und im zentralen Taiwan vor.[1]
- Pteris obtusiloba Ching & S.H.Wu: Sie gedeiht in Wäldern und in Tälern in Höhenlagen von etwa 500 Metern in den chinesischen Provinzen Hunan (Lingxian, Yongshun), südwestlichen Jiangxi (nur Chongyi) sowie Zhejiang.[1]
- Pteris occidentalisinica Ching: Dieser Endemit gedeiht in Wäldern in Höhenlagen von etwa 2400 Metern nur in Laibo im südlichen Sichuan.[1]
- Pteris olivacea Ching: Dieser Endemit gedeiht im Unterholz in Tälern in Höhenlagen von 1100 bis 1300 Metern nur im Daweishan sowie in Pingbian im südöstlichen Yunnan.[1]
- Pteris oshimensis Hieron.: Es gibt mindestens zwei Varietäten:[1]
  - Pteris oshimensis Hieron. var. oshimensis (Syn.: Pteris omeiensis Ching): Sie kommt in Japan, im nördlichen Vietnam und in den chinesischen Provinzen Chongqing, Fujian (nur Nanping), Guangdong, Guangxi (Baise, Yangshuo), Guizhou (Pingtang, Zhenfeng), Hunan, Jiangxi (Dayu, Quannan, Yifeng), Sichuan (nur im Emei Shan) vor.[1]
  - Pteris oshimensis var. paraemeiensis Ching: Sie gedeiht in Wäldern in Höhenlagen von 500 bis 600 Metern in den chinesischen Provinzen Chongqing, Guangxi (nur Baise), Hunan (nur Shimen) sowie Sichuan.[1]
- Pteris pacifica Hieron.: Sie kommt Malesien, in auf Inseln des Südlichen Pazifik (einschließlich der Norfolkinseln) und im nordöstlichen Queensland vor.[5]
- Pteris paleacea Roxb.: Dieser Endemit kommt nur auf der Insel St. Helena vor.[7]
- Pteris paucipinnula X.Y.Wang & P.S.Wang: Sie wurde 2001 erstbeschrieben. Dieser Endemit gedeiht in bewaldeten Canyons nur in Chishui im nördlichen Guizhou.[1]
- Pteris perrieriana C.Chr.: Sie kommt in Madagaskar in den Provinzen Antsiranana sowie Fianarantsoa vor.[6]
- Pteris plumbea Christ (Syn.: Pteris plumbea var. sintenensis Masamune): Sie ist in Assam, Kambodscha, Thailand, im nördlichen Vietnam, auf den Ryūkyū-Inseln, Philippinen, in Taiwan und in den chinesischen Provinzen Fujian (nur Xianxialing), Guangdong, Guangxi, Guizhou (Dushan, Libo, Wanshan), südlichen Hunan (nur Yizhang), südwestlichen Jiangsu (nur Jiangning), westlichen Jiangxi (Pingxiang), Zhejiang (Jinhua, Leqing) verbreitet.[1]
- Pteris pseudopellucida Christ (Syn.: Pteris subsimplex Ching): Sie kommt im nördlichen Vietnam nur in der Provinz Lao Cai und im südöstlichen Yunnan nur in Hekou vor.[1]
- Pteris pseudolonchitis Bory: Sie kommt in Madagaskar, auf den Komoren, Maskarenen sowie Seychellen vor.[6]
- Pteris puberula Christ: Sie kommt im nördlichen Indien, in Bhutan, Nepal, Tibet (nur Neilalmu) und in Yunnan (Dangbi, Dayao) vor.[1]
- Pteris quadriaurita Retz.: Sie kommt in Madagaskar[6] Indien, Sri Lanka, von Mexiko bis Kolumbien, in Venezuela und auf Karibischen Inseln vor.[15]
- Pteris quadristipitis X.Y.Wang & P.S.Wang: Sie wurde 2001 erstbeschrieben. Dieser Endemit gedeiht in Galeriewäldern in Höhenlagen von etwa 400 Metern nur in Libo im südlichen Guizhou.[1]
- Pteris quinquefoliata (Copel.) Ching: Dieser Endemit gedeiht im tropischen Karst nur in Lianxian im nördlichen Guangdong.[1]
- Pteris remotifolia Baker (Syn.: Pteris remotipinna Bonap., Pteris remotifolia var. scabra Bonap.): Sie kommt in Madagaskar und auf den Maskarenen vor.[6]
- Pteris ryukyuensis Tagawa: Sie kommt in Taiwan, Japan und auf den Philippinen vor.[1]
- Pteris scabririgens Fraser-Jenk., S.C.Verma & T.G.Walker: Sie wurde 2008 erstbeschrieben. Sie kommt im nördlichen Indien, Sikkim, Bhutan, Nepal sowie Tibet vor.[1]
- Pteris scabristipes Tagawa: Sie kommt nur in Taiwan vor.[1]
- Pteris semipinnata L.[1]: Sie ist in Sri Lanka, im nördlichen Indien, in Bhutan, Nepal, Thailand, Laos, Myanmar, Vietnam, Malaysia und auf den Philippinen, Ryūkyū-Inseln, in Borneo, Taiwan, Hongkong und in den chinesischen Provinzen Fujian, Guangdong, Guangxi, südliches Guizhou (Ceheng, Sandu), Hunan, südliches Jiangxi (Anyuan, Xunwu), Sichuan (nur Leshan) sowie südliches Yunnan verbreitet.[15][1]
- Pteris setulosocostulata Hayata Sie kommt in Japan, auf den Philippinen, in Taiwan, Tibet und in den chinesischen Provinzen Guizhou (nur Pu’an), Sichuan (nur im Emei Shan), südlichen sowie westlichen Yunnan vor.[1]
- Pteris splendida Ching: Es gibt zwei Varietäten:[1]
  - Pteris splendida var. longlinensis Ching & S.H.Wu: Sie gedeiht in sehr schattigen Wäldern in Höhenlagen von etwa 1000 Metern nur im nordwestlichen Guangxi (nur in Longlin) sowie Hunan (nur Fenghuang).[1]
  - Pteris splendida Ching var. splendida: Sie gedeiht in lichten Wäldern über Sandstein in Höhenlagen von etwa 700 Metern in den chinesischen Provinzen nordwestliches Guangxi (nur Longlin), Guizhou sowie Hunan (Fenghuang, Tongdao).[1]
- Pteris stenophylla Wall. ex Hook. & Grev.: Sie kommt im Himalaja im südöstlichen Tibet, nördlichen Indien, Bhutan sowie Nepal vor.[1]
- Pteris subquinata Wall. ex J.Agardh: Sie kommt im nördlichen Indien, Bhutan, Nepal und im südlichen Yunnan (Menghai, Xishuangbanna) vor.[1]
- Pteris tahuataensis Lorence & K.R.Wood: Sie wurde 2011 erstbeschrieben. Dieser Endemit kommt nur auf der Insel Tahuata, die zu den Marquesas im südlichen Pazifik gehört.[16]
- Pteris taiwanensis Ching: Dieser Endemit gedeiht in Höhenlagen von etwa 800 Metern nur in Wulai in Taiwan.[1]
- Pteris terminalis Wall. ex J.Agardh (Syn.: Pteris excelsa Gaudichaud non Blume, Pteris excelsissima Hayata, Pteris inaequalis var. aequata (Miq.) Tagawa, Pteris kleiniana Christ, Pteris longipinnula Franchet & Savatier non Wall. ex J.Agardh, Pteris semipinnata var. aequata Miq.): Sie ist im nördlichen Indien, in Nepal, Pakistan, Laos, Vietnam, Malaysia, auf den japanischen Inseln Honshu, Kyushu, Shikoku, in Südkorea, auf den Philippinen, Fidschi, Hawaii, Taiwan, Tibet (Cuona, Zayü) und in den chinesischen Provinzen Chongqing, Guangdong (Lechang, Yingde), Guangxi (Guilin, Lingui, Xiuren), Guizhou (Yinjiang, Zunyi), Hubei (Badong), Hunan (Qianyang, Yongshun), Jiangxi (Lushan, Xiushui), Sichuan, Yunnan sowie Zhejiang verbreitet.[1]
- Pteris trachyrachis (Bonap.) C.Chr.: Dieser Endemit kommt in Madagaskar nur in der Provinz Antsiranana vor.[6]
- Pteris tremula R.Br.: Sie kommt in Australien (südliches Northern Territory, östliches South Australia, Queensland, östliches New South Wales, Australian Capital Territory, Victoria sowie Tasmanien), auf den Norfolkinseln, Lord Howe Insel, in Neuseeland, auf den Kermadec-Inseln und auf den Fidschi-Inseln vor.[15][5] Sie ist im östlichen Maui ein Neophyt.[18]
- Pteris tripartita Sw.[3] (Syn.: Pteris marginata Bory, Pteris feliciennae F.Muell.): Sie kommt im tropischen Afrika, Madagaskar,[6] Sri Lanka, in Indien, Thailand, Vietnam, Malaysia, Indonesien, auf den Philippinen, im nordöstlichen Queensland, in Fidschi, auf den Komoren, Seychellen und in den chinesischen Provinzen Guangdong, Guangxi (Baise, Napo), Hainan (nur Lingshui), Hunan (nur Shimen) und vielleicht Taiwan vor.[15][1][5]
- Pteris usambarensis Hieron.: Sie kommt nur in Kenia sowie Tansania vor.[7]
- Pteris umbrosa R.Br.: Sie kommt nur in den australischen Bundesstaaten östliches Queensland, östliches New South Wales sowie südöstliches Victoria vor.[5]
- Pteris undulatipinna Ching: Dieser Endemit gedeiht in Bambuswäldern in Höhenlagen von etwa 900 Metern nur in Mengla im südlichen Yunnan.[1]
- Pteris venezuelensis A.R.Sm. & Prado: Sie wurde 2004 aus Venezuela erstbeschrieben.[17]
- Pteris venusta Kunze (Syn.: Pteris matsudai Masamune): Sie kommt in Indien, Bhutan, Nepal, nördlichen Myanmar, Thailand, Kambodscha, Laos, Malaysia, Vietnam, Indonesien, Yunnan und vielleicht in Gaoxiong im südwestlichen Taiwan vor.[1]
- Pteris viridissima Ching: Sie gedeiht auf Böden über Kalsstein in Höhenlagen von 600 bis 2000 Metern in den chinesischen Provinzen Guizhou (nur Pingtang), Hunan (nur Shimen) sowie Yunnan.[1]
- Gebänderter Saumfarn[20] (Pteris vittata L.[3], Syn.: Pteris costata Bory ex Willd., Pteris diversifolia Sw., Pteris longifolia Sim): Er kommt ursprünglich in Südeuropa, Afrika,[10][11][12][13][21] Madagaskar,[6] in Makaronesien, im tropischen Asien, auf Inseln im westlichen Indischen Ozean, in Westasien, in China, Japan, Taiwan, Australien und auf den nördlichen Marianen verbreitet vor.[15][1][5] Auf Inseln im Pazifik (beispielsweise die hawaiianischen Inseln Lana’i sowie Moloka’i[18]) und in der Karibik, in Nord- sowie Südamerika[15] aber auch im Tessin[19] ist er ein Neophyt.
- Pteris wallichiana J.Agardh: Es gibt mindestens drei Varietäten:[1]
  - Pteris wallichiana var. obtusa S.H.Wu: Sie gedeiht in Wäldern in den chinesischen Provinzen Jiangxi (nur im Wugong Shan), Sichuan (nur im Emei Shan) sowie im südlichen Yunnan.[1]
  - Pteris wallichiana J.Agardh var. wallichiana (Syn.: Pteris morrisonicola Hayata): Sie ist in weiten Teilen Chinas, in Indien, Bhutan, Nepal, Laos, Malaysia, Thailand, Vietnam, Indonesien, Japan und auf den Philippinen verbreitet.[1]
  - Pteris wallichiana var. yunnanensis (Christ) Ching & S.H.Wu (Syn.: Pteris yunnanensis Christ, Pteris tomentella Handel-Mazzetti): Sie kommt im nördlichen Indien, in Nepal und im südlichen sowie westlichen Yunnan vor.[1]
- Pteris warburgii Christ[16]: Sie kommt von der Molukkeninsel Seram, auf Neuguinea und den Salomonen vor.[22]
- Pteris websteri A.R.Sm. & Prado: Sie wurde 2004 erstbeschrieben. Sie kommt in Ecuador, Kolumbien sowie Bolivien vor.[17]
- Pteris woodwardioides Bory: Sie kommt im südlichen Madagaskar nur in der Provinz Mahajanga und auf den Maskarenen vor.[6]
- Pteris xiaoyingiae H.He & L.B.Zhang: Sie gedeiht im tropischen Karst an Felswänden an den Öffnungen trockener Höhlen im nördlichen Guangxi sowie südlichen Guizhou (nur Libo).[1]

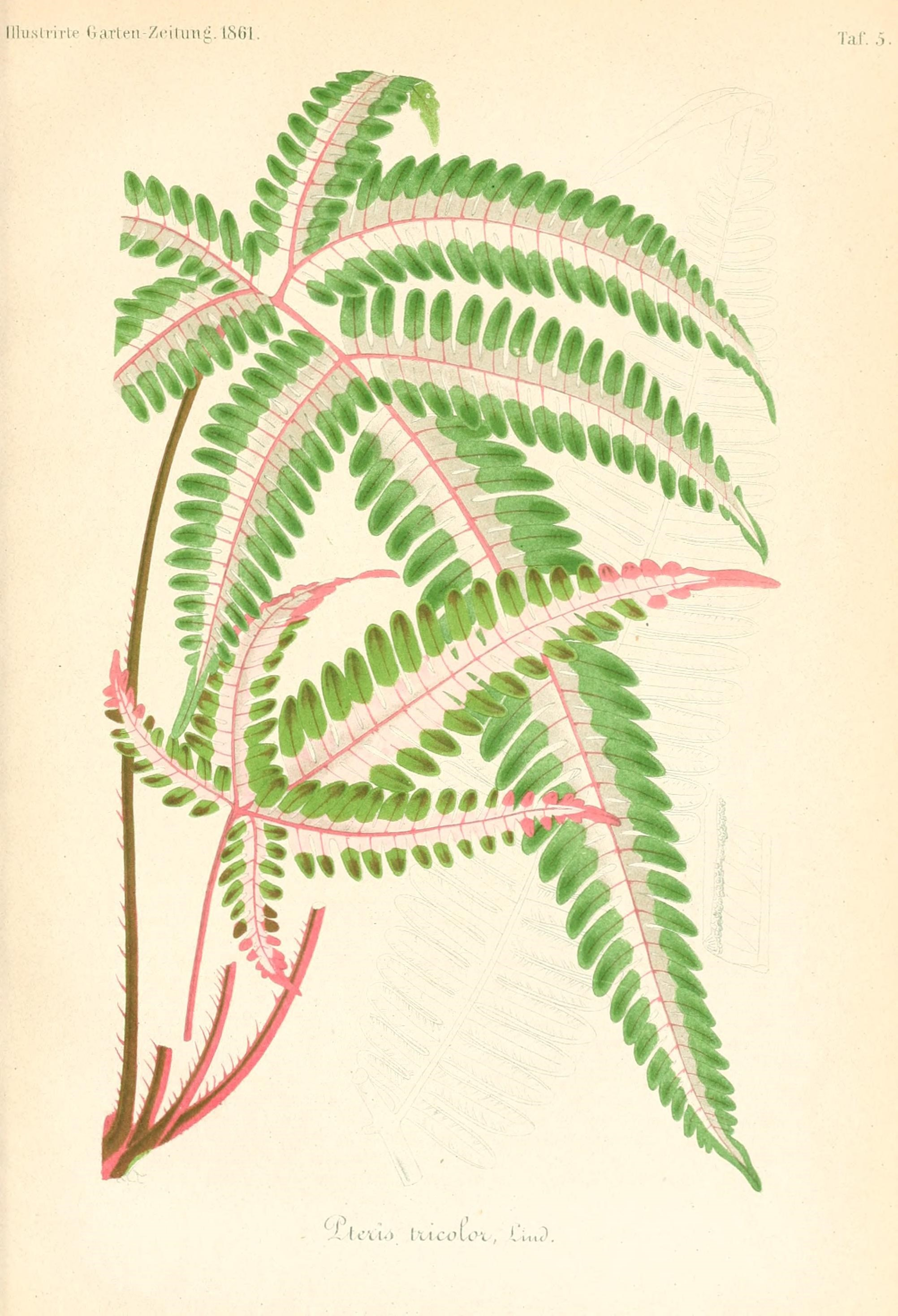
Illustration aus Illustrierte Garten-Zeitung, Band 5, 1861 von Pteris aspericaulis var. tricolor

## Nutzung
Einige Arten (beispielsweise Pteris cretica, Pteris ensiformis, Pteris umbrosa, Pteris vittata, Pteris aspericaulis var. tricolor) und Ausleseformen werden als Zierpflanzen in tropischen Parks sowie Gärten und als Zimmerpflanzen in Räumen verwendet.

## Weiterführende Literatur
- E. Schuettpelz, H. Schneider, L. Huiet, M. D. Windham, K. M. Pryer: A molecular phylogeny of the fern family Pteridaceae: Assessing overall relationships and the affinities of previously unsampled genera. In: Molecular Phylogenetics and Evolution, Volume 44, 2007, S. 1172–1185.
- Peris Wangari Kamau: Systematic Revision of Pteris L. in Tropical Africa and Ecology of Ferns and Lycophytes in Lowland Tropical Rainforests. Dissertation der Universität Koblenz-Landau, Oktober 2012. Volltext-PDF.
- Yi-Shan Chao, Ho-Yih Liu, W.-L. Chiou: Taxonomic revision of the Pteris cadieri complex (Pteridaceae). In: Phytotaxa, Volume 230, Issue 2, 2015, S. 130–150. doi:10.11646/phytotaxa.230.2.2
- Liang Zhang, Li-Bing Zhang: Phylogeny and systematics of the brake fern genus Pteris (Pteridaceae) based on molecular (plastid and nuclear) and morphological evidence. In: Molecular Phylogenetics and Evolution

Volume 118, Januar 2018, S. 265–285. doi:10.1016/j.ympev.2017.09.011